# SLAM DUNKの登場人物
SLAM DUNKの登場人物（スラムダンクのとうじょうじんぶつ）は、井上雄彦の漫画作品およびテレビアニメ・劇場作品『SLAM DUNK』に登場する架空の人物の総称。なお、記事が分割されたキャラクターについては各ページを参照のこと。
各人物解説の冒頭は、作中での学年、身長と体重・背番号・ポジション・誕生日などの順で記載している。
担当声優はTVアニメ版およびその関連作品 / 『THE FIRST SLAM DUNK』の順に記載。1人のみ記載の場合は基本的にTVアニメ版での担当声優。THE FIRST SLAM DUNKのみに登場する場合は別途記載する。

## 神奈川県

### 神奈川県立 湘北高校
前々年度、前年度とインターハイ神奈川県予選1回戦敗退に終わった無名校だったが、今年度は強力なメンバーの加入および復帰により、県予選2位の成績でインターハイ予選を通過し、インターハイでは2回戦、前年度までのインターハイを3連覇した山王工業に勝利。優勝はできなかったものの全国ベスト16の記録を残した。
基本的なプレイスタイルはラン&ガンオフェンスとマンツーマンディフェンスだが、「神奈川インサイドの覇者」と呼ばれるセンターの赤木がいるためオーソドックスなハーフコートバスケットもできる。藤真曰く「勢いのあるチーム」、弥生曰く「オフェンス力なら県でも1、2を争うチーム」、中村曰く「派手だし見栄えがする」。
選手層が薄く、翔陽戦以降のスターティングメンバーである5人は全国区級の実力を持ったプレイヤーだが、彼らが1人でも抜けると大きく戦力ダウンする。豊玉戦では清田に「試合での立ち上がりが悪い」と指摘されている。静岡合宿の練習試合で3度対戦した御子柴は、「スキも多いがツボにはまった時は恐ろしく強い」と評した。
インターハイ予選決勝リーグ陵南戦およびインターハイ前の静岡合宿を引率した鈴木というバスケ部顧問がいる。とある教師の弁によると桜木、流川、三井、宮城を除く部員の学業成績は優秀。
総合評価はCランク。ユニフォームの色は赤と白。

#### バスケットボール部関係者
桜木 花道（）
声 - 草尾毅 / 木村昴
本作品の主人公で、1年7組在籍。自身をバスケット部に勧誘した晴子に恋焦がれるお調子者。
バスケットは初心者だが、驚異的な身体能力と持ち前のガムシャラさで成長していく。リバウンドにかけてはまさに天才的な能力を発揮し、バスケ歴4ヶ月で一躍全国区になった。激しい気性を持ち頭に血が上りやすい性格で、無作法かつ傍若無人な面が目立っていたが、バスケットを通じて人としても成長する。

赤木 晴子（）
声 - 平松晶子 / 坂本真綾
1年、アニメでは1年1組在籍。
桜木の憧れの人物で、本作品のヒロイン。
赤木剛憲の妹で、兄には全く似ていない美少女。四中出身で兄とは異なる。劇中では父（声 - 麻生智久）と母も登場するが、2人とも顔は描かれていない。
初対面の桜木に一切物怖じすることなく、「バスケットはお好きですか？」と声をかけ、さらに彼の身長や筋肉、驚異的なジャンプ力を見てバスケ部への入部を勧めた。以降も何かと桜木を気遣い、落ち込むことの多い彼を友人として支えており、彼女の存在が桜木の原動力になっている。陵南との練習試合、翔陽戦以降の湘北の公式戦にも度々観戦に訪れている。自身も中学時代はバスケ部に所属していたが、運動神経は非常に鈍いため、高校では選手としての道を選ばなかったものの、子供のころから兄がバスケットに打ち込む姿を見てきたためにバスケットを見るのは大好きと語る。インターハイでは広島県にまで応援に駆け付け、電話で桜木と会話したり、山王戦では背中を負傷した桜木に「（バスケットが）大好きです」と偽りない真意を告白される。
大らかな性格でヤンキーに対しても偏見を持っておらず、体育の授業を覗き見していた青田や桜木軍団に手を振って応えており、藤井や松井が「晴子の周りって変な人ばかりね」と呆れるも、「みんないい人よ」と否定しており、試合中に堀田の質問にも受け答えしている。
流川に片想いしているが、自身への好意に疎い性格で桜木の想いに気付いていない。そのため、桜木と流川の不仲の原因が自身にあることに気付かず、彩子や藤井に「アンタのせい。ニブイ」と呆れられた。劇場版第2作では南郷にも惚れられていたが、全く気付いていない。一方で桜木本人に話しやすい人と発言するなどただの友人以上の存在として見ており、また自身が桜木をバスケ部へ勧誘したこともあり、周囲から何を言われようと、いかなる時も彼を擁護している。流川ファンでありながら流川親衛隊との折り合いは悪いが、一緒になって騒ぐミーハーな部分もあり、桜木軍団とはしゃぐこともある。なお、原作では流川と会話したのは初対面時のみ。湘北がインターハイ出場を決めた後、髪を切ったので、チエコスポーツの店長は「ぐっと大人っぽくなった」と語っている他、桜木の彼女だと思い込んでいる。赤点軍団の勉強合宿時には流川の勉強を指導したほか、桜木に焼きうどんを作り「桜木くんがインターハイに出場できないなんて、絶対だめだからね」とエールを送っている。流川が座った椅子は晴子専用という張り紙をしている。桜木と安西のミドルシュート特訓の合宿にも同行し、アニメ版では彼にサンドイッチも振る舞っている。
兄の引退後は、彩子に誘われバスケ部のもう1人のマネージャーとなる。桜木が復帰するまで、バスケ部の状況を毎週手紙で伝えるのが最初の仕事。
中学時代の同級生で友人に劇場版第4作に登場した水沢茜がいる。
アニメではバスケの試合が気がかりで授業中は上の空で、英語の授業に数学の教科書を読んでいる事を教師に「今何の授業だ？」と注意され、笑われるシーンがある。
1990年、「SLAM DUNK」の連載開始以前に発売された「週刊少年ジャンプ増刊 Summer Special」にて掲載された「赤が好き」という読み切り作品にも容姿がよく似た「大咲晴子」という名前の人物が登場するが、眼鏡をかけており、読書家で心理学に詳しく不良嫌いという「SLAM DUNK」とは全く異なる人物像である。
1回目の人気投票では第8位、2回目は第17位にランク入りしている。
赤木 剛憲（）
声 - 梁田清之、緒方恵美（少年期） / 三宅健太
3年6組。主将。「ゴール下のキングコング」の異名を持つプレイヤーで、バスケットに入れ込む熱意は凄まじいものがある。「ゲンコツのキャプテン」とも呼ばれる厳格な人物で、周囲からは「ゴリラ」「怪物」と畏怖されている。
「楓パープル」に名字で登場しているが、経歴や経緯は三井に近い。

流川 楓（）
声 - 緑川光 / 神尾晋一郎
1年10組在籍。富ヶ丘中学校出身。中学時代からバスケットのスタープレイヤーで、湘北女子高生の憧れの的。晴子に想いを寄せられているが、本人はそれに気付いていない。インターハイ予選では新人王を獲得して、神奈川ベスト5にも選ばれた。桜木とは「終生のライバル」といわれるようになり、嫌いなりにも認めている。
「楓パープル」にも登場している。

三井 寿（）
声 - 置鮎龍太郎 / 笠間淳
3年3組在籍。中学時代、MVPに選ばれた天才シューター。高校入学後、怪我が原因で一度は挫折し、不良となるもののバスケットへの熱意を捨てきれず、バスケ部に復帰した。安西を恩人として尊敬している。

宮城 リョータ（）
声 - 塩屋翼 / 仲村宗悟、島袋美由利（少年期）
2年1組在籍。彩子に想いを寄せている。小柄だが部内で随一のスピードを持ち、次期主将といわれる実力者。

木暮 公延（）
声 - 田中秀幸 / 岩崎諒太
1年3組在籍→3年6組在籍、178cm 62kg、背番号5、SF。7月12日生。
副主将。常に眼鏡を着用していることから桜木軍団からは「メガネ君」と呼ばれている。なお、花形は「メガネ」と敬称なしで呼んでいる。桜木の良き理解者であり、彼が激昂した際になだめることも多い。また、物語初期には何かと衝突しがちな桜木と赤木の仲裁に入ることも多かった。温厚で柔和な性格で基本的には感情を激しく荒げることはなく、素行の悪い桜木や宮城らに対しても見下さず対等に向き合う。アニメではマンション暮らしで、日記を付けている光景も見られた。原作では多彩なTシャツ姿が描かれている。
赤木とは北村中学時代からの親友で、誰よりも赤木のバスケへの情熱と全国制覇への強い想いを知る人物。中学から体力をつける目的でバスケ部に入部し、赤木の個人練習含めた特訓に中学、高校と共にしてきた。赤木とのコンビは彩子をして「湘北バスケ部名物、アメとムチ」と称されている。三井が湘北に入学したきっかけを最初に知った人物でもあり、三井がバスケ部を襲撃した際には、彼の発言に対して怒りを露わにし、また騒動の収束後は三井の改心と復帰を誰よりも喜んだ。
流川や桜木の加入と成長、入院していた宮城と三井の復帰によりスタメンを離れるが、この部員でバスケを少しでも長く続けることを望み続けて、桜木のゴール下シュートの練習にも遅くまで付き合った。控え選手となってからも作中にて描かれた全試合に途中出場しており、翔陽戦以降は実質上のシックスマンとして活躍した。陵南との練習試合では結果は敗戦に終わるも、一時は逆転となるスリーポイントシュートを決めるなど作中描写されているだけで14得点を記録している。インターハイ予選決勝リーグの陵南戦終盤では事実上の試合を決定づけるスリーポイントシュートを決め、アニメでは翔陽戦終盤、藤真のフェイダウェイ・ジャンプショットを指先で狂わせる活躍を見せた。また、劇場版第3作の緑風戦ではスタメンとして出場し、後半途中で倒れて交代したものの、自身の気迫溢れるプレイが試合の流れを変える要因となり、相手チーム監督の大船は「地味な選手と思っていたがとんでもない。安西さんも良い選手を育てた」と称賛している。
学業の成績は優秀。インターハイ終了後は赤木と同じく引退し大学受験を目指すが、原作終了後の黒板漫画では彼ほど受験勉強を堅苦しく考えておらず、バスケ部にもOBとしてしばしば顔を見せている様子で、引退したからと頑なにバスケ部に顔を見せるのを拒む彼を諭していた。
1回目の人気投票では第6位、2回目は第8位にランク入りしている。
安田 靖春（）
声 - 小野坂昌也 / 阿座上洋平
2年、165cm→164cm、背番号6、PG。3月28日生。
宮城と桜木からは「ヤス」、彩子からは「ヤッちゃん」と呼ばれている。
桜木からは自分のバスケ部入部を拒否した赤木に対抗せんと情報を訊かれるなど絡まれたり殴られるなど乱暴な目に遭わされることも多いが、桜木の様子に気付きなだめ励ますこともある。
練習試合や紅白戦で審判を務める事が多い。
陵南との練習試合ではスタメンに抜擢された際、感激で目に涙を浮かべ、試合では作中描写されているだけでスリーポイントシュートを含む5得点を記録。バスケ部襲撃事件では三井を説得するなど度胸があり、その点を評価され豊玉戦では前半で桜木に代わり途中出場し、野次と怒号が渦巻く中でボール運びを務め流れを引き戻すきっかけを作る活躍を果たした。
宮城とは同じ中学出身で、作中ではモノローグや試合中などよく気に掛けており彼がバスケ部に復帰した際に1on1の相手をしている。
1回目の人気投票では第12位にランク入りしている。
潮崎 哲士（）
声 - 神奈延年 / 櫻井トオル
2年、170cm、背番号8、SG。9月23日生。
桜木からは「シオ」と呼ばれている。角田とは中学校からの付き合い。
陵南との練習試合と三浦台戦では安田と共にスタメン出場したが、宮城と三井のバスケ部への復帰や桜木の成長により、その後は控え選手となった。
角田 悟（）
声 - 里内信夫 / 遠藤大智
2年、180cm、背番号9、C。11月4日生。
桜木からは「カク」と呼ばれている。潮崎とは中学校からの付き合い。湘北の控え選手中、最も高身長であり、控え選手では唯一のインサイドプレイヤー。
三浦台戦ではスタメン出場したが、宮城と三井のバスケ部への復帰や桜木の成長により、その後は控え選手となる。翔陽戦では最後に退場した桜木の代役で身長差のある相手に2点差を守りきるが、海南戦後に行われた部内での1年生と2・3年生による紅白戦ではマッチアップした桜木に全く歯が立たず、途中で三井との交代となり、彼の成長を肌で実感。山王戦では桜木が顔面シュートによる鼻血の止血を行った際に20秒間ほど出場するも、マッチアップした野辺には全く歯が立たなかった。
アニメの三浦台戦では、終盤に退場した桜木に替わって試合終了まで戦い、翔陽戦ではルーズボールに突っ込む活躍を見せている。
石井 健太郎（）
声 -  神奈延年 / 堀井茶渡
1年10組在籍。170cm、背番号12、F。1月18日生。
流川とはクラスメイトであり、佐々岡とは同じ中学の出身。坊主頭でメガネをかけている。
山王戦にて、桜木の手にリバウンドのボールが吸い付くようにと「念」を送った。涙もろい一面を持ち、山王戦終盤では、湘北の力強さに感動し涙を流した。また、流川が授業中に居眠りしている際には、それに怒る教師をなだめている。
原作終了後の黒板漫画では、佐々岡、桑田と共に赤木が抜けた後のスタメンの座を目指し練習に励んでいた。
佐々岡 智（）
声 - 里内信夫（第22話）、幸野善之（第30話以降） 他 / 星野佑典
1年、172cm→171cm、背番号（16→）15→13、F。10月13日生。
石井とは同じ中学の出身。
公式戦では圧勝した2回戦の角野戦に桑田とともに出場機会を得ている。上級生との練習試合では、桜木に脅迫されて自ら交代を申し出たり、陵南との練習試合でも試合前の花道のわがままでユニフォームを剥奪され、ガムテープによる背番号16を与えられるなど、彼に何かと酷い目に遭わされた。
原作終了後の黒板漫画では、スタメンの座を目指し、練習に励んでいた。
桑田 登紀（）
声 - 森川智之 / 村田太志
1年、163cm→162cm 50kg、背番号13→15、G。7月28日生。
最も低身長の部員。入部時の自己紹介では二中出身と名乗っていたが、インターハイ参加申し込み書では藤園中出身になっていた。中学時代のポジションはフォワードだったが、高校ではガードにコンバートされた。
公式戦では圧勝した2回戦の角野戦に佐々岡とともに出場機会を得ている。豊玉戦のハーフタイムでは、桜木に首を絞められた上に頭突きを喰らい、さらには「1年坊主」呼ばわりされた。三井が脱水症状を起こした際には、スポーツドリンクを買いに行き、ベンチに戻る際には「絶対勝ちましょうね」と告げている。
アニメでは、インターハイ予選決勝リーグ陵南戦翌日の練習前、桜木と流川に自身は控え選手とはいえ、彼らと同じチームにいることを誇りに思っていること、将来2人と共にレギュラーとして活躍する日を楽しみにしていることを語り、桜木を感動させている。劇場版第3作では緑風高校に在籍する中学時代の友人がおり、会話している。
原作終了後の黒板漫画では、スタメンの座を目指し練習に励んでいた。
彩子（）
声 - 原えりこ / 瀬戸麻沙美
2年1組在籍、マネージャー。名字は不明。
富ヶ丘中のマネージャー。歯に衣を着せず非常に度胸が据わり、桜木が頭の上がらない数少ない人物。またその桜木にも物怖じすることなくハリセンを片手にバスケの基本を仕込んだ。劇場版第4作では赤木に似てきた事から「女ゴリ」と言われたことで激怒して桜木と宮城をハリセンで殴りつけた。
宮城とはクラスメイトで、「アヤちゃん」と呼ばれており、彼からの好意にも気付いてはいるが、あまり相手にしていない。しかし、要所にて彼を思いやり、叱咤激励する。海南戦で赤木が負傷した際には、彼を心底心配していた。
相撲に興味がある様子のほか、書道も得意な模様であり、達筆で目標などを体育館に貼っている。学業の成績は優秀な様子。基本的に桜木をフルネームで呼ぶが、名字や名前で呼んだこともある。
『週刊ヤングジャンプ』特別読切『ピアス』にて小学6年生時の彩子と思われる人物が宮城と共に描かれており、彩子と宮城が身につけているピアスの物語が語られている。
原作終了後の黒板漫画ではダイエットとしてジョギングに励んでおり、同じくダイエットに励む安西と道端で遭遇していた。
1回目の人気投票では第10位、2回目は第18位にランク入りしている。
安西 光義（）
声 - 西村知道 / 宝亀克寿
監督。恰幅のいい体格で、白髪で眼鏡を掛けている。非常に温厚な性格で物腰も柔らかく、「白髪仏（ホワイトヘアードブッダ）」と呼ばれている。
元全日本の選手で、大学監督時代は激しい気性とスパルタ式の指導から「白髪鬼（ホワイトヘアードデビル）」と呼ばれた。桜木軍団からは「オヤジ」と呼ばれる。見た目に加え、ベンチではあまり動かないことからカーネル・サンダースに間違われることもあり、何かあるごとに桜木に二重あごをタプタプと叩かれる。バスケ界では有名な人物で、現在は弱小校の監督でありながら、強豪校の監督たちからも畏怖される存在である。信条は「あきらめたらそこで試合終了」。三井と宮城は彼を慕って湘北に入学し、特に三井には恩人として尊敬されており、不良となっていた彼がバスケを再開する決定打となる。
大学監督時代、才ある教え子として期待していた谷沢が、すれ違いの果てにアメリカでやさぐれ、事故死したことをきっかけに大学の監督を退く。その後は湘北の監督に就任するが、谷沢にかけた夢が宙ぶらりんのままモチベーションを失っており、練習にもたまにしか姿を見せずにいた。しかし谷沢を超える逸材である桜木と流川の入部により次第にかつての情熱を取り戻し、要所では「白髪鬼」の姿を見せ部員たちを黙らせるほどの威圧感を見せるようになる。
桜木のシュート練習を見ていた際に倒れて入院。桜木が早急に救急車を呼んだおかげで大事には至らなかったが、インターハイ神奈川県予選最終戦の陵南戦を欠場した。
山王戦にて桜木が負傷した際、異変には気づいておりながら、急成長していく彼のプレイを観ていたいという思いから「代えたくなかった」ことを吐露し、「指導者失格です」と自責の念を表した。　
原作終了後の黒板漫画では、医者の指示に従いダイエットに励んでいた。
北野は大学生時代の同期生で、大学監督時代の教え子・川崎が津久武で監督している。
1回目の人気投票では第7位、2回目は第14位にランク入りしている。
鈴木
顧問教師。陵南戦や静岡合宿で引率している。
竹中
#アニメオリジナルキャラクターを参照。

#### 桜木軍団
和光中学出身の1年生の5人組。桜木と水戸以外の3人はあまり知られていないようで、合わせて“etc（エトセトラ）”や“ほか”扱いされていた。高宮、大楠、野間は水戸いわく「伝説の和光中 三バカトリオ」とのことで、彼らいわく桜木は「馬鹿王」とのこと。
不良でありながら基本的に一般生徒には優しく、晴子とは早くに打ち解け、鉄男ら他校の不良軍団が湘北に乗り込んできた時も桜木や水戸がクラスメイトから親しげな口調で心当たりがないか聞かれるなど、藤井に初対面時に「コワソーな人たち」と評された以外には周囲から怖がられるような描写は少なく、晴子には「いい人」と言われている。
軍団のいずれも喧嘩の実力は高いが、少数を多数で攻撃するような理不尽な暴力や弱いものいじめを嫌い、喧嘩の前に必ず相手の人数を確かめる場面があり、1人に何人もの相手で挑む者を「ヒキョー者」と呼び、自分たちは卑怯者ではないと主張。また、メンバー全員が本来高校生は入店禁止のパチンコ好きでもある。
桜木の良き友人かつ理解者たちであり、冷やかしも兼ねてバスケをする彼を応援するが、彼をからかったりなだめる際には、いつも頭突き一撃で沈められている。桜木が湘北部員や対戦相手に付けたあだ名を彼らも使うことが多い。移動の際には、違法である原チャリの4人乗りを行うこともあるが、桜木からは肥満の高宮が同乗することで5人乗りの重さになると言われており、速度は非常に遅く、陵南との練習試合に向かう際には自転車にも抜かれた模様。
三井らによるバスケ部襲撃事件では彼らを圧倒し、最終的には水戸が「三井が自分たちのグループを抜けて、バスケ部に戻ると言ったことが気にいらず、三井とバスケ部を襲撃した」という趣旨の発言を教師たちに行い、番長軍団と共に泥を被り、3日間の謹慎処分になった。
作中では晴子や他のバスケ部員とも親しくなり、インターハイでは広島まで応援に駆け付けた。
原作終了後の黒板漫画では4人でつるむ中、「お前らも自分の何か見つかるといいな」と語り合っていた。
軍団のいずれも1990年「SLAM DUNK」の連載開始以前に発売された「週刊少年ジャンプ増刊 Summer Special」にて掲載された「赤が好き」という読み切り作品に2年生だが同姓同名でほぼ同じ容姿で登場している。
桜木 花道（）
声 - 草尾毅 / 木村昴
桜木軍団のリーダー格。

水戸 洋平（）
声 - 森川智之 / 小林親弘
1年7組在籍。
サブリーダー格。軍団の中では最も理性的であり、宮城と初めて会った際に一目でボスだと分からせるほどの聡明さと存在感を持つ。
相手の挑発などで頭に血が昇った宮城や大楠を制止することも多く、自分たちに非がある場合は素直に認めて相手にも喧嘩をやめるよう語る。無駄な争いは好まないが、自身たちを侮辱や挑発する者に対しては容赦なく争う姿勢を見せる。
友情に篤い性格で、自分ひとり基礎練習を続けることに不満を募らせ抜け出した桜木のバスケ部に戻りたい気持ちを察して見送る、バスケに熱中し始める桜木について「ようやく賭けるもんが見つかったってトコかな」と嬉しそうに語るなど、バスケ選手として成長していく桜木をからかいながらも暖かく見守っている。
プライベートではアルバイトをしており、無免許でありながら、原付バイクを運転。
喧嘩の実力は入学当初から堀田を初めとする上級生にも一目置かれており、バスケ部襲撃事件直前に三井らと遭遇した際には鉄男のパンチを一度は喰らうも、二度目は回避し、その後の蹴りは鞄を盾にして防御した。その後、自身に暴行を加えようとした高嶋たち3人を1人で倒し、さらに体育館では事件の主犯である三井をも一方的に打ちのめす。宮城は堀田より上と評している。
コミックでは応援時には必ず晴子の隣に居る他、晴子に男性陣で唯一名前で呼ばれている。当初は名字で呼ばれていた。
アニメでは期末テストの結果、赤点2つ。
1回目の人気投票では第5位、2回目は第6位にランク入りしている。
高宮 望（）
声 - 塩屋浩三 / こばたけまさふみ
軍団内で一番背が低く、肥満体型で眼鏡をかけ、縮毛で丸坊主の頭をしている。大食漢でバナナが好物。桜木を揶揄いちょっかいを出しては頭突きを食らうが試合では最も桜木を応援する人物であり、桜木を貶す観客に絡む一幕も見られた。
晴子と二人きりで早朝にシュートの練習をして機嫌の良くなった桜木に安西に普段しているように顎を引っ張られたり、鉄男との交戦中に三井や堀田、竜らに囲まれた桜木を助けるために体育館の登り綱をターザンのように使って現れたが着地に失敗して桜木にのしかかってしまうなど、コミカルな役回りを演じることが多い。
前述の三井のバスケ部襲撃事件では主に堀田と交戦し、彼を「結構強い」と評価しつつ圧倒する。
アニメでは期末テストの結果、赤点3つ。劇場版第4作ではサーフィンの腕前を披露した。更にはナンパ師で、彩子や武園生をナンパするが失敗に終わっている。
大楠 雄二（）
声 -  神奈延年 / 福西勝也
軍団で桜木に次ぐ長身であり、金髪のリーゼントパーマ。やや短気で喧嘩っ早い性格で、不良グループのケンジの挑発に真っ先に苛ついたり、初対面の宮城と衝突しかけたこともある。その一方で応援用のペットボトルに詰めるためにパチンコの玉を持ち出した高宮に対して「持ち出しはダメなんだよまったく」とツッコミを入れているなど、ある程度の社会常識は持ち合わせている。彩子が好みの様子。
三井らのバスケ部襲撃事件では竜を相手取り、一度はパンチを食らうも流川との喧嘩でダメージが残った竜のパンチを「全然効かねーな」と評し、返り討ちにする。山王戦試合終了直後、流川の肩に手を置いて親しげに声をかけていた。
アニメでは期末テストの結果、赤点2つ。
野間 忠一郎（）
声 - 幹本雄之 / 松田健一郎
軍団からは「チュウ」と呼ばれる。髭を生やしており、鉄男には「ヒゲ」呼ばわりされた。
三井の呼びかけで体育館を襲撃しに来た鉄男のグループに集団で一方的に暴行を加えられたが、体育館の場所を最後まで吐かず、その後は軍団と共に番長軍団率いる不良グループに立ち向かう。
翔陽との試合中、ペットボトルを使っての打楽器を思いつき、4人分のペットボトルを持ってくるが、中身は入ったままなことから、4人で飲み干すことになり、高宮は途中で吐き出している。
桜木からの電話に対し、「弟の忠二郎」と偽って声色を変えて話しているが、実際に弟がいるかは不明。

#### 堀田一味
堀田 徳男（）
声 - 大塚芳忠 / 稲田徹
3年。番長であり、三井らと共にバスケ部襲撃事件を起こした。184cmの三井を上回る長身。バスケ部襲撃の終盤には三井の気持ちを汲み取り、バスケ部に戻りたいのではないかと尋ねるが、逆に怒りを買い殴られる。事件後は桜木軍団と一緒に三井を庇って事件の首謀者だと名乗り、罪をかぶった。三井のバスケ部復帰後は自身の不良仲間とともに彼の応援団を結成し、「炎の男 三っちゃん」と書かれた応援旗や横断幕を駆使して大声で応援するなど、友人として彼を支え続けるが、当の本人は、恥ずかしい上に気持ち悪がっており、宮城に「流川とえらい違い」と言われている。いつの間にか応援団長になっており、「声が小さい、気合が足りない」などと言う。また、当初は威張った態度が目立っていたが、三井がバスケ部に復帰して以降は涙もろく友情に熱い面を見せるようになる。三井からは「徳男」、不良仲間たちからは「徳ちゃん」と呼ばれる。水戸からは「堀田さん」と呼ばれるほか、桜木軍団からは「番長」「組長」「大統領」とも呼ばれている。
アニメ版ではバスケ部に復帰した三井に対し、「ダチだった三井が活躍してるのは俺たちにとっても鼻が高い」と喜び、三井からは「今もダチだろ？」と返され、彼が不良グループを離れた後も変わらない友情が描かれている。
喧嘩の実力は高宮に「結構強い」と評されるが桜木や流川に比べれば格段に劣り、当初から宮城や桜木軍団には軽く見られていた。また流川に集団で絡んで敗れ、桜木のチョップを顔面に受けて気絶し、高宮にも圧倒され、赤木に一喝されてたじろいだ。また、豊玉の応援団の近くで大声で湘北に声援を送ったために応援団に追い回された時にはその数と剣幕に押されて逃げ出し、試合中も豊玉のラフプレイに苛ついて怒声を上げるも応援団に睨み返された際には客席の陰に隠れた。
名前は作者が大学時代、古着屋で働いていた人物からとったとのこと。
「JORDANみてーに」にも同名の人物が登場。こちらは高校バスケの日本代表だが、1年に負けたので潔く日本代表を明け渡す。
高嶋（）
声 - 田中秀幸 / 金子隼人
3年。眼鏡をかけている。
桜木を呼び出すために1年7組の教室に入った際、水戸から「ザコ」呼ばわりされ、堀田の影で逆上していた。バスケ部襲撃事件で体育館に向かう直前、徳田と西本とともに水戸をリンチしようとするが、逆に纏めて倒され、スコップを使って背後から殴りかかろうとするが、大楠たちに倒され阻止される。後に、堀田らとともに三井の応援団に参加している。山王戦では、後半で大きく点差が開いた時に諦めず応援しようとする一同を尻目に思わず弱音を言って水を差したことで堀田や水戸達にボコられる。カワサキのオートバイGPZ400Rを持っている。
映画『THE FIRST SLAM DUNK』でも三井や堀田、他2人の不良（声 - 佐藤美一、濱岡敬祐）と共にリョータと衝突するシーンがある。
徳田（）
声 - 小野坂昌也
3年。桜木軍団を屋上に呼び出した際に屋上で眠っていた流川の頭を蹴ったところ、彼の怒りを買い腹部への蹴りを受ける。後に堀田らと共に三井の応援団に参加し、豊玉戦も観戦していたが、山王戦ではその姿は描かれなかった。
西本（）
3年。初登場時に堀田と行動を共にしていた。

#### その他
青田 龍彦（）
声 - 梅津秀行、渡辺久美子（少年時代）
3年5組在籍。柔道部主将。
柔道二段の腕前であり、県下でも名の通った実力者。赤木とは小学校からの親友でライバルでもある。かつて赤木に柔道を勧めた際、「かっこ悪い」と断られたことと、座高が高いことを彼にからかわれたことを未だに根に持っている。赤木が全国制覇の話をクラスでする度に別の教室からわざわざ現れ、「先に全国制覇するのは柔道部」と言い張っている。
小学生時代に晴子に一目惚れして以来、晴子に好意を寄せており、晴子の小学生時代からの写真を持っている。桜木を期待の新人として目をつけ、後輩にスカウトを頼んだり、数人の体育教師を簡単に投げ飛ばした彼のパワーと度胸を高く評価した。小中学生時代の晴子の写真を利用して柔道部に誘うが、ロリコン扱いされて「オレはバスケットをやる。バスケットマンだからだ」と断られて失敗に終わる。その後も柔道部に入部させることを諦めず、機を見ては勧誘するが、頭突きを受けたり無視されたりとことごとく失敗に終わった。晴子からは「たっちゃん」、桜木からは「ジュードー男」と呼ばれる。桜木軍団と一緒に晴子の体育の授業を覗き見していたが、桜木軍団がトンズラし、桜木は体育教師を投げ飛ばして逃げたので体育教師に捕まった青田1人が正座させられている。
インターハイ陵南戦終盤に試合会場を訪れ、自らが勝ち取った県大会優勝旗を掲げてバスケ部を一喝し叱咤激励する。その後は同級生の木暮の大きな活躍に感慨深げな表情を浮かべていた。またアニメでは翔陽と陵南の混成チームとの練習試合でも体育館まで応援に駆けつけているが、訳分からんチームと言っている。
期末テストの結果は柔道部でただ一人、赤点4つ以上となり、後の追試では桜木同様にギリギリで合格した。インターハイで全国制覇を成し遂げたかは不明。
藤井と松井に桜木軍団と共に変人扱いされている。
藤井（）
声 - 西本悦子（第1話 - 第24話）、杉本友美（第27話 - 第38話）、豊嶋真千子（第75話以降）
1年。
晴子の友人の一人。桜木には名前を覚えてもらえず、「ハルコの友達」と呼ばれたり、「松井」と間違われる。おとなしい性格で初めは桜木を怖がっていたが、晴子と共にバスケ部と接するうちに桜木へのー怯えは和らぎ、陵南との練習試合の翌日には、自らの口で「感動しました」と彼に伝えた。広島県内に親戚がおり、インターハイ観戦の際は晴子と松井と一緒にその親戚の家に泊まっていた。
晴子とは中学時代からの付き合いで、水戸に晴子が中学時代の練習を語った際、「昼休みにやってたよね」と語っている。
アニメでは桜木の合宿中に浴衣姿で夏祭りに晴子、松井とともに出かけていた。たこ焼きが好物。
松井（）
声 - 西川宏美
1年。
晴子の友人の一人。しばしば天然ボケな言動をする晴子に対するツッコミ役。桜木や堀田らヤンキーに対してあまり良い感情を抱いておらず、毒舌を吐くこともあり、応援団がヤンキーだらけとヤンキーに嫌悪感示している。藤井と同様、桜木には「友達その2」と呼ばれたり、「藤井」と間違われた。
インターハイ観戦では晴子と藤井と一緒にいたものの2人と絡むシーンはなく、最後の集合写真でも顔が半分隠れていた。
流川楓親衛隊（）
声 - 住友七絵、西川宏美、中山さら 他
流川非公認のファンクラブの女子生徒。結成当初は3人だったが、インターハイ予選決勝リーグ以降は非常に多くの女子生徒が親衛隊となり、インターハイの行われた広島にまでやってくる。全員が流川を溺愛しているが、彼が最初から上手かったと勘違いしたり、チアガールの格好をして黄色い声で応援するなどのミーハー集団。メンバー全員が例外無く桜木の事を蛇蝎の如く忌み嫌っており、彼に対して堂々と嫌がらせに等しい苦情を言いに来る。そのため、同じ流川のファンでありながら晴子からは基本的には良い印象を持たれていないが、一緒になって騒ぐことはある。ただし、武園軍団の応援には負けていて、おとなしくなる場面もある。
小池（）
声 - 平野正人
太い淵のメガネをしている数学教師。授業態度の悪い桜木や流川を目の仇にしては、彼らの相手に手を焼いており、「私の授業はそんなにつまらんか」と口にしている。授業中に居眠りする流川を無理矢理に起こした際、寝ぼけている彼に殴られそうになった。担当教科は原作では不明だが、アニメでは数学Iである。
河合 マリ
#アニメオリジナルキャラクターを参照。
西川（）
赤木の同級生で元バスケット部員。
山王戦での赤木の回想シーンにて登場。赤木の全国制覇の目標とそれに対する情熱についていけず、部活をサボっている最中、彼の夢を揶揄する。その現場を発見された赤木に投げ飛ばされるが、それにより、彼に抱えていた不満をぶちまけた。

### 陵南高校
練習試合、インターハイ予選と作中にて湘北と二度にわたり対戦した高校。原作上は私立高校であるが、アニメでは13話から公立校であることが確認できる。
神奈川では上位に位置付けられる強豪校だが、全国大会への出場経験はない。魚住や仙道らが入学してからは飛躍的な成長を遂げ、今年度は海南大附属とともに優勝候補といわれるまでになる。しかし、インターハイ予選決勝リーグでは武里に勝利するも、海南と湘北に惜敗しての3位に終わり、インターハイ出場を逃した。県予選終了後は他の強豪校に比べ早い段階で新チームに移行している。
ユニフォームの色は濃青と白。横断幕は「勇猛果敢」。
魚住 純（）
声 - 岸野幸正
3年、202cm 90kg、背番号15（1年）→9（2年）→4、C。
主将。“ビッグ・ジュン”の異名を持ち、1年生時に199cm、作中では2mを越す巨漢である。
県内で一番でかい中学生として鳴り物入りで陵南に入学するも、当初は基礎練習にさえついていけなかった。田岡に毎日怒鳴られたうえに部員からも「ただデカいだけ」と陰口をたたかれ、一時は田岡に退部を直訴したが、田岡に自身が彼の監督就任以来初めて得たチームの中心になれる存在であること、さらに大きな体は立派な才能であると諭されると共に、自身が3年になったときに陵南が初の全国大会出場を果たすことを夢見ていると告白される。その後、県大会では1年生にして公式戦で大きな存在感を示し注目を集めるが、2年生時のインターハイ予選1回戦での対湘北戦で、チームは試合に勝利したものの自身はマッチアップした赤木に完全に抑えられ強い敗北感を味わう。その日から彼をライバルとして意識し、「打倒・赤木」を目標とし、フットワークを一から鍛え直して、赤木に負けないゴール下のディフェンスを身につけた。陵南の全国大会初出場に王手をかけた3年生時のインターハイ予選決勝リーグ湘北戦では、4ファウルの上に大差と後がない状況に陥った後、集中力を高めた気迫のプレイで陵南に再び流れを引き戻す活躍を見せ、湘北を追い詰めた。
神に勝敗予想を聞かれた際は「はらたいらに3000点」と返したほか、「自分はチームの主役でなくていい。話の主役であれば」と言っている。
体格を活かしたパワープレイは圧巻であり、牧からは「魚住がゴール下にいるとチームに一本芯が通る」と評されている。しかし、田岡によると体格的には全くひけをとらなくても赤木ほどの評価を受けていたわけではなく、湘北との練習試合では赤木に30得点を許し、湘北戦では赤木のゴール下での得点感覚を自身にはない天性のものと認めた。フリースローが苦手である上、精神面でも冷静さを欠く場面があるが、インターハイ予選決勝リーグ湘北戦では自分のやるべきことを理解したことで精神面の脆さを克服する。
板前の息子で、自身も板前になるのが夢であり、インターハイ予選終了後は引退し、跡を継ぐために修行始めた。本人いわく、「家業を継ぐのは自分しかおらず、18歳になったら修業を始めるのが子供のころからの父親との約束だった」とのこと。アニメでは桜木に「あんな奴の料理食べたら腹壊しそう」といわれている。後に山王戦を観戦に訪れ、赤木が倒れた際にコートに（割烹着姿で包丁持って）乱入し大根のかつらむきを行う。河田に圧倒されて周りが見えなくなった赤木に「自身がチームのために体を張って脇役となる」ことを伝え、立ち直らせるきっかけを作った。その後は警備員に連れ出されたが引き続き観客席で観戦していた。
桜木には初対面前は「ウオズミ」と呼ばれていたが、初対面後は「ボス猿」と呼ばれるようになる。また、インターハイ予選決勝リーグ湘北戦では流川に「2m」と称された。名朋の監督には「あの顔は高校生じゃねえだろ」と言われた。
引退後、アニメではバスケへの想いを断ち切る決意は固く、彦一の再三の誘いにもかかわらず部活には顔を出さなかった。しかし、翔陽との混成チームでの練習試合の誘いを受け、彦一に「バスケは悔いも未練もない」と豪語して一度は断るものの、藤真に「勝った人の言う台詞」と見透かされていて、「赤木との決着をつける」との思いから出場を決意。試合へのフル出場を果たしたうえ、キャプテンの重圧から解放されたこともあって活き活きとプレイし、その実力を存分に発揮した。赤木に「インターハイへの手土産」と言い、試合後には「これで思い残すことはない」と発言する。
原作終了後の黒板漫画では引退後も頻繁にバスケ部に顔を出しており、サボってばかりの仙道を怒鳴りつけ、さらには自分がキャプテンを続投すると発言した。
仙道 彰（）
声 - 大塚芳忠
2年、190cm 79kg、背番号13（1年）→7、F、PG、SF。
エースプレイヤーで、天才と称されるオールラウンダー。
田岡により東京の中学からスカウトされた。池上曰く、1年生時はバリバリの点取り屋で、高校の公式デビュー戦となった前年度のインターハイ予選湘北戦では47得点を記録し、その後はパスの面白さを覚えてチーム全体と試合の流れを考慮したプレイスタイルへと変化を遂げたとのこと。「魚住、福田なんかよりはるかに恐い」と赤木に言わしめる得点力に加え、桜木と流川のダブルチームディフェンスを立て続けに抜き去るドリブルの技術、ゲームメイキングにも優れ、インターハイ予選決勝リーグでの海南戦ではポイントガードもこなし、2年生にして牧に自身が彼と同じ地位にまで昇ってきたことを確信させ、同大会のベスト5にも選出された。持ち前の向上心が悪く作用している面があり、強敵とのマッチアップや危機感を持たないとなかなか集中力が起きないなど、精神的にムラがあるが、プレイヤーとしての実力はチームメイトや田岡からも絶対の信頼を持たれている。また、発言にも非常に説得力があり、チームが劣勢の流れであってもチームメイトに落ち着きを取り戻させるなどしており、魚住と池上の引退後は新キャプテンに就任した。
湘北との練習試合では桜木の隠れた類い稀な才能をチームメイトの誰よりも早く見抜き、「要注意人物」とまで評している。試合後には彼に自身を倒すつもりなら死ぬほど練習するよう進言する。その際、握手を交わすが、思い切り握られたため手が腫れ上がるシーンがある。その後も彼のプレイや成長には常に注目しており、牧との1対1でダンクを仕掛ける彼に「行け」と呟き、終盤に牧からバスケットカウント・ワンスローを奪ったのを見て自身が牧の立場でもああしたかもしれないと述べ、「桜木は勝負したくなる気を起こさせる」と語った。一方で流川に対しては彼との1on1を面白いと語るが、試合においても1on1に走りがちな彼の欠点を見抜いており、「最後にオレが勝つ」との自信を持つ。インターハイ前に彼が自身に勝負を挑んできた際には、彼に今のプレイスタイルでは自身の才能を活かし切れていないことを告げ、「1on1もオフェンスの選択肢のひとつにすぎないことがわからないうちは、お前（流川）には負ける気がしない」との助言を贈った。インターハイ予選湘北戦終了後には、牧に県予選での敗退を惜しまれ、週刊バスケットボールでは、記者の弥生に気に入られたこともあってインターハイに行けなかった地方の一高校生にもかかわらず特集が組まれた。時間にはルーズであり、湘北との練習試合時には寝坊して遅刻したにもかかわらず堂々と登場して田岡を呆れさせている。中学時代には沢北との対戦経験があるらしいが、彼には勝てなかったと流川に話している。
逆立てた髪型から、作中では観客に「ツンツン頭」や「ハリネズミ」とも呼ばれている。
海釣りが趣味で、原作終了後の黒板漫画では大物が釣れたと喜んでいたが、部活は頻繁にサボっているようであり、魚住には「そんなに魚が好きなら俺と代われ」と叱責され、田岡からは早くもキャプテン交代を検討されていた。なお、彦一からは「天才で生まれついてのリーダーだが、それはコート上においてのみ」と言われていた。
1回目の人気投票では第4位、2回目は第7位にランク入りしている。
福田 吉兆（）
声 - 石川英郎
2年、188cm 80kg、背番号13、PF。
ディフェンスは非常に不得意だが、粘り強いプレイでチームにガムシャラな勢いをもたらすことのできるスコアラー。
バスケ経験は中学2年の終わりごろからで浅く、高校入学当初は新入生の中でも一番下手だったが、仙道を過剰に意識しながら急速に成長した。ミドルレンジからのシュートが苦手だが、そのチームを勢いづけるプレイは田岡より「仙道にすら出来ないこと」と最大級の賛辞を受け、仙道に「桜木と同じくらい成長が早く、桜木と同じくらいガムシャラ」だと言わしめた。「粘り強い」といわれるプレイスタイルや顔つきとは対照的に高いプライドを持ち、繊細で感情が表れやすい性格であり、そのことに気付かなかった田岡が厳しく叱って育てる指導方針としたためにその指導に耐えかね、ある練習試合で彼に暴行を働き無期限部活動禁止になった。そのためバスケに、特に自身のプレイを誉めてもらうことに飢えている。無期限部活動禁止時期は当初、バスケットリングのない場所で個人練習をしていたが、その後は自身にリングのある場所を教えた3人の仲間と共にバスケをしており、彼らには「フクちゃん」と呼ばれるほか、神には「フッキー」と呼ばれている。桜木には当初は「フクちゃん」と呼ばれていたが、後に「フク助」と呼ばれるようになった。上下関係には厳しい様子であり、桜木が自身に対等な口調で語りかけた際には自身が歳上であることを理由に敬語を使うよう要求している。
海南戦では仙道のパスからのアリウープを決めるなど陵南の得点源として活躍し、後半も得点を重ねてリードを広げることに貢献するが、海南の猛追に遭ったことでディフェンスを優先した田岡の采配により池上との交代で一度はベンチに下がるも、オフェンス面での仙道の負担を軽くする目的から菅平との交代で再び出場し試合終了まで戦った。湘北戦では当初、桜木とマッチアップして彼に真っ向勝負において初めての完全敗北を味わわせた。その後は自身のディフェンスに付いた三井により得点力を抑えられるも、三井に対しても3つのファウルを誘発した。湘北戦の試合後には試合に敗れて涙を流す魚住を見て自身も涙を流した。
アニメでの翔陽との混成チームでの練習試合ではインターバル中に湘北に到着し、長谷川との交代で出場して活躍するも、ジャンプシュートを習得した桜木に連続で得点を許し、終盤にはディフェンスを重視した作戦に変更した藤真の指示で池上と交代した。その際には拗ねるも、ベンチの中、桜木がアリウープを止めたことに驚いた。
原作終了後の黒板漫画では、キャプテン交代の噂が立てられる中、実力的に次は自分だとキャプテンの座を狙っている様子を見せた。
登場前に井上が考えていたキャラ設定案の中には、「能力は高いがサボりがちで、田岡に『本来ならあいつは使いたくない』と思われている」という、実際に登場した彼のキャラクターとは異なるアイデアも挙げられていた。
池上 亮二（）
声 - 緑川光
3年、183cm 74kg、背番号5、F。
副主将。原作では姓のみ明らかになっており、氏名はアニメより。「ディフェンスに定評のある池上」と評され、その実力は田岡からも「陵南ではディフェンスNo.1」と認められている。3年部員は2名のみ。
作中ではインターハイ予選決勝リーグの武里戦まではスタメンだったが、福田が復帰した海南戦と湘北戦ではベンチスタートとなり、スコアラーをマークするためのシックスマンとして起用される。海南戦では神をマークする目的で福田に代わり途中出場。試合終了直前に牧からスティールを決めて延長戦に持ち込むきっかけを作った。
インターハイ予選湘北戦では三井をマークする目的で後半から出場。オフェンス面ではマッチアップした花道が精彩を欠いていたため度々チャンスを迎えるも、赤木の巧みなカバーに阻まれる。ディフェンス面では三井を脱水症状で倒れるまで疲労させ交代に追い込み、その後は木暮とマッチアップ。残り1分強に田岡から、赤木と流川にボールが渡った場合は木暮をある程度離しても必ずダブルチームに行くよう指示を受けたが、結果的にそれが試合を決定づける木暮のスリーポイントシュートを許すことになる。
魚住同様、インターハイ予選終了後に引退する。引退する際、途中で涙を流して話を続けられなくなった魚住に代わりあっさりと答辞を述べた。アニメでは引退後、彦一の誘いにより翔陽との混成チームでの湘北との練習試合に参加。彦一に「福田にも連絡して下さい」と志願しながら一方的に電話を切られた際は「先輩についでに頼むとはしょうがない奴」と呆れながら言いつつも「藤真たちとチームを組めるなんて面白い」と真っ先に駆けつけ感謝もしている。スタメン出場し、前半途中で仙道と交代するも、終盤にはディフェンスの強化を図る藤真の采配により福田との交代で再び出場し試合終了まで戦った。
越野 宏明（）
声 - 里内信夫
2年、174cm 62kg、背番号6、SG、PG。
スタメン選手。
田岡曰く、チームで一番負けん気が強い選手。湘北との練習試合ではタイムアウトの際にスパイ行為を取った花道に激怒しながら喧嘩腰の態度を見せ、海南戦では結果的には逆に吹っ飛ばされたものの牧をファウルで止めようとした。練習試合では花道に「小僧」と呼ばれている。
湘北対翔陽戦を観戦中、藤真について魚住に「オレあいつを止められますかね」と尋ねた。インターハイ予選湘北戦では当初は三井とマッチアップしたものの、彼には自身のディフェンスを「チョロい」と評され、前半の終盤に木暮が桜木と交代で試合に入ると三井が福田のマークについたことで自身は木暮とマッチアップした。後半は池上との交代でベンチに下がるも、植草との交代で再出場後はリョータのマークに付き、終盤にはパスカットからルーズボールに飛び込み、ラインクロスの判定を受けるもチームを鼓舞した。
原作終了後の黒板漫画では仙道が不在時の練習中、心の中で「事実上今のキャプテンはオレ」と語っていた。
植草 智之（）
声 - 塩屋浩三
2年、170cm 62kg、背番号8、PG。
スタメン選手。
田岡曰く「ミスが少なくバスケットをよく知っている選手」。湘北との練習試合では素早いスティールや緊迫した場面での落ち着き払った試合運びで安田を驚嘆させ、さらに試合終了間際には仙道との落ち着いたコンビプレ－を決めた。インターハイ予選湘北戦では、仙道にスタミナがあると評されながら宮城とのマッチアップで体力を著しく消耗し後半はミスを連発、終盤に途中交代となる。
原作終了後の黒板漫画では、心の中では次期キャプテンの「ダークホース」と自称していた。
相田 彦一（）
声 - 小野坂昌也
1年、165cm 52kg、背番号15、PG。
大阪府出身で関西弁をしゃべり、姉と同じく「要チェックや」「アンビリーバブルや」が口癖。お調子者で、田岡にしばしば拳骨を食らう。本人曰く「ワイのチェックの厳しさは大阪一」で、多くの有名選手をチェックしたマル秘のチェックノートを持つ。劇場版第2作のエンディングで、そのノートを仙道に見られていた。
湘北との練習試合前に偵察で湘北高校を訪れた際、個人練習をしていた桜木のジャンプ力を見て衝撃を受け、それから彼に騙される形で天才プレイヤーとして注目するようになる。基本的に親友やライバル以外は名前を呼ばない桜木に名前で呼ばれている。湘北対翔陽戦ではこれまでの公式戦4試合連続退場および無得点の桜木を不調と信じていた。偵察で湘北を訪れた際の桜木との会話では、自らはベンチ入りもできないと語っていたが、後にベンチ入りを果たした。ただし、実際にプレイしている描写はなく、マネージャーのような役割を果たしている。
魚住や仙道を尊敬しており、特に仙道を最も尊敬する先輩として挙げている。大阪府予選を観戦に訪れた際には、仙道を侮辱した輝男と岸本に激しい怒りをあらわにした。なお、湘北対翔陽戦では、自身と同じく低身長の宮城が翔陽のビッグマンたちを翻弄したことに感動し、アニメではその際に「宮城のような選手を目指す」と語ったほか、漫画の1コマでは「ついていきまっせ師匠」と言っている。
1回目の人気投票では第11位、2回目は第20位にランク入りしている。
菅平（）
声 - 辻谷耕史
1年、背番号11、C。
控え選手。
宮城曰く「身長は桜木くらい」だが線は細い。アニメでは彦一の回想で「同学年の期待の戦力」と評されている。
海南戦では魚住の退場時に交代で出場するも、福田の再出場時に交代してベンチに下がるが、アニメでは延長戦にて再出場し、武藤とマッチアップして試合終了まで戦う。湘北戦では魚住が4ファウルになったところで交代し赤木とマッチアップしたがパワー、技術ともに圧倒され、福田とのダブルチームも赤木には全く通用せず大量得点を許す。赤木とのマッチアップを原作では高砂、アニメでは清田に「荷が重過ぎる」と評された。
田岡 茂一（）
声 - 石塚運昇
監督。年齢は41歳で、10年以上の監督歴を持つ。非常に気が短く厳しい人物で、試合中わずかでも気を抜いたプレイを行った選手は怒鳴りつけながら檄を飛ばし、思い出すだけで部員たちが冷や汗を流すほどの厳しい練習を課すが、それは部員たちならやり遂げてくれると信頼しているからであり、才能はおろか、部員の精神面の面倒も見られる人柄である。魚住が入部してからは、本気でインターハイ出場を視野に入れスカウトに奔走。三井、宮城、流川へのスカウトは失敗に終わったが、東京の中学から仙道を入学させることに成功した。その後、入部当時は挫折しかかっていた魚住を励まして説得し、神奈川トップクラスのセンターに、またひとりのスコアラーに過ぎなかった仙道を一流のオールラウンダーにそれぞれ成長させた。
本人いわく、高校時代は「神奈川に田岡あり」と言われた名選手で、高頭とは当時からの因縁の関係であり、学年は彼の1年上である。そのため、高校時代から自身と彼はライバルであり、「今でいえばオレ（田岡）が仙道、高頭は流川みたいなもの」と部員たちに語るが、彼らには「ウソだ」と連呼されて信用してもらえなかった。高校2年当時の背番号は7。
湘北との練習試合では、出場して間もない桜木が自身の裏をかくプレイを連発したため、当初は彼のことを「相当頭の切れる奴」と誤解した。試合後は赤木に「桜木は鍛えればモノになる」と言いかけるなど桜木の素質は評価しているが、あくまで開花はまだ先と思っていた。桜木には何かと痛い思いをさせられており、彼に「じじい」呼ばわりされたときは怒りを露わにしたが、彦一に「挑発に乗るなと言ったのは監督」となだめられている。
インターハイ予選決勝リーグ湘北戦では赤木、流川、三井を主に警戒する作戦を取り、ファウルトラブルや選手層の薄さといった湘北の不安要素を徹底的につけ込むものの、自身が不安要素と決めつけた木暮と桜木の2人によって勝負を決められる。試合後のインタビューでは敗因が自身の過ちにあることを認めたうえで、「陵南の選手たちは最高のプレイをした」と発言し、試合には敗れたが全力を尽くした選手たちを称賛した。

### 海南大附属高校
湘北がインターハイ予選決勝リーグの初戦で戦った、全国でも有名な強豪校。
「神奈川の王者」と呼ばれる強豪で、前年度までに過去16年連続でインターハイ神奈川県予選優勝およびインターハイ出場を果たし、前年度のインターハイはベスト4に進出したが、山王工業に30点差で大敗した。今年度はインターハイ予選で全勝優勝を記録してインターハイ予選連続優勝およびインターハイ連続出場記録を17年連続へと更新し、さらにインターハイでは準優勝の結果を残した。その練習は質、量ともに桁違いに厳しいことで知られ、毎年春には各中学のエース級として鳴らした選手たちが憧れて数多く入部するが、そのほとんどは厳しい練習に耐え切れず途中で脱落する。その一方、才能や素質に恵まれなくても本人の努力次第ではスタメンにもなれる、公正な実力主義のチームでもある。作中の湘北の公式戦で翔陽戦までは個人で途中から、武里戦以降は全てチーム一同で観戦し、山王戦では最終的に湘北を応援した。アニメのエンディングでは、海南の選手たちは4パターン全てに登場する。
週刊バスケットボールによる総合評価はAランク。ユニフォームの色は白と紫。横断幕は「常勝」。
牧 紳一（）
声 - 江川央生
3年、184cm 79kg、背番号12（1年）→8（2年）→4、PG。
主将。1年のころから怪物と呼ばれ、3年間常に神奈川の頂点を走り続けてきながらも、一切それに驕ることなく自らを鍛え続けると共に貪欲に勝利を求め続ける姿勢を持つ。「神奈川No.1プレイヤー」や「帝王」とも称される実力者で、自身が神奈川No.1の存在であることも自負しており、知名度も全国区である。作中のインターハイ神奈川県予選では同大会のベスト5および最優秀選手に選出され、湘北戦では30得点を記録したうえ、他の2項目は不明だがトリプル・ダブルを達成した。
パワー、スピード、テクニックを高い次元で兼ね揃えており、彼のペネトレイトは数人がかりでも押さえることは難しい。積極果敢なカットインからパワー負けしない肉体と非常に上手いボディコントロールで相手のファウルを受けながらもシュートを決めての3点プレイを得意とし、さらに自身が相手のディフェンスを引きつけてフリーの味方にパスを出すこともできる。また、ディフェンスでも相手のわずかな油断を見ては積極的にボールを奪いに行き、相手が気付いた時には既に速攻を仕掛ける姿勢を持ち、宮城には「守りながら攻めてくる」と評された。海南の攻撃について宮城は「牧自らインサイドにガンガン切り込んで来るところから海南の攻撃の型が始まる」、仙道は「8割方、彼を起点に始まる」と語り、またスロースターターで中盤から調子を上げてくるため、弥生はチームを「彼がそうだからなのか海南は尻上がりに調子を上げてくる傾向がある」と評した。自分よりも高さがある花道や流川、仙道らのダンクをブロックできるほどジャンプ力も高く、リバウンド争いにも積極的に参加し、湘北戦終盤にはスクリーンアウトで赤木を抑え込んでいる。相手が弱みを見せたら徹底的にそこを突き、相手のファウルを誘いファウルトラブルに陥れたり、経験の浅い選手に対しては逆に自らファウルを犯す、相手の土壇場での思惑を読み取るなどして翻弄する。それらのものは赤木に「勝利への飢え」と言わしめ、魚住には「冷静」と評されており、試合終了間際の最も苦しい場面で最高のプレーができる姿勢は、田岡に「圧巻」と言わしめた。リーダーシップも強力で仲間思いな面もあり、厳しくも熱く味方を鼓舞し、チームメイトにもその油断も妥協もない厳しい姿勢を徹底させる。
地区予選の1回戦から愛知県予選決勝リーグにまで観戦に訪れており、試合を観戦していても顔色を変えずに観ていることが多い。湘北戦以後は、湘北の試合において読者に解説するような役割を担う形で観戦している。赤木の資質を高校1年生時に見抜いており、チームメイトに恵まれなかった当時の彼について「もったいない」と惜しんでいる。
お調子者の清田によく鉄拳制裁を食らわせるが、オフコートでは極めて温和な人物。愛知県予選決勝リーグを観戦した際には自身に無理矢理ついてきた清田、さらには手ぶら同然の桜木にも声をかけ名古屋まで連れて行った。一方でフケていると言われることを気にしており、OBと誤解した桜木に「赤木の方が老けてるぞ」と言い返した。途中から「ジイ」というあだ名で呼ばれるようになったが、田岡を「じじい」呼ばわりしたのを見て「まだマシかな」と言っている。桜木軍団からは「海南の監督」と言われている。授業中には眼鏡をかけている様子。髪型は当初はオールバックであったが、湘北戦の試合中から徐々に髪がおりていった。
原作終了後の黒板漫画では、サーフィンをしている。これは井上がメイキングにおいて「牧が色黒なのは、それは実はサーファーだからっていう設定があったんですけど、本編の中でそれをやると明らかに浮いた話になってしまうから、使えなかったんですよ」と語って描いたシーンである。その様子を見た弥生には「肌の黒さの秘密はわかった」と評された。
2回目の人気投票では第9位にランク入りしている。
清田 信長（）
声 - 森川智之
1年、178cm 65kg、背番号10、SG、SF。
本作品中、最も身長の低いダンクシューター。
弥生に「とんでもない逸材」と評価されるほどの優れた素質を持ち、1年にして海南のスタメンの座を射止める。自身を「ゴールデンルーキー」や「No.1ルーキー」、「ルーキーセンセーション」と自称し、流川には強い敵愾心を持つ。セミロングで、試合のたびに髪の束ね方が違う。「かっかっか（かかか）」と笑う。湘北戦では流川とマッチアップし、最終的に18得点を記録した。
礼儀知らずで自信家、非常に目立ちたがり屋な性格、試合中に相手につっかかること、驚異的な身体能力、同じ背番号10番など、桜木とは共通点が多く、お互いを「赤毛猿」「野猿」またはただ「猿」などと呼び合う。桜木の実力を認めたがらないものの、湘北対山王戦で桜木が交代出場すると面白くなさそうな素振りを見せるなど、桜木にはライバル意識に近い感情を持っている様子。湘北対山王戦では沢北に圧倒される湘北を観て流川と桜木を叱責したほか、終盤には彼らの変化を感じ取っている。
作中ではほとんどの得点描写がダンクであり、それ以外の得点描写は湘北戦前半にレイアップシュートを一度決めたのみであるが、観客に「すげえボールさばき」と驚愕されるほどのボールハンドリングの技術やパスを受けてから素早くフェイクからのゴール下シュートへ移行する技術を持つほか、自身より20cm以上も身長が高い魚住の上からもダンクを決めることが可能であり、彼のダンクには1発で試合の流れを引き寄せる力がある。ディフェンスの仕方は、動物的カンで相手の動きを読むスタイル。湘北戦では前半だけで流川に25得点を許す結果となり、後半は自身を流川へのディフェンスに専念するよう高頭に直訴するも、彼に「できるのか？」と問いかけられショックを受けるが、牧の叱咤激励を受けて発奮し、後半は流川のシュートのブロックや気迫のディフェンスで流川の突破を抑え、彼を6得点に抑えた。終盤では三井の目を見ただけでスリーポイントシュートへの流れを読み、三井がシュートを打った際に爪の先で僅かにボールに触れてシュートを狂わせ、逆転を阻止した。
年上や初対面の相手に対しても無礼な態度を取ることが多々あるが、自チームの監督や先輩に対しては敬語を使い、他校生などに先輩を馬鹿にされると自分のことは棚に上げて本気で怒る。また、チームメイトが活躍した際には声をかけて称賛する。
原作終了後の黒板漫画では飼っている大型犬と並んで走っていたが、途中で転んで犬に引き摺られていた。
2回目の人気投票では第10位にランク入りしている。
神 宗一郎（）
声 - 神奈延年
2年、189cm 71kg、背番号6、SF、SG。
身体能力は高くないがチームでも随一のシュート力を持ち、「一度入りだすと止まらなくなるタイプ」というスリーポイントシューター。
入部当初のポジションはセンターだったが線が細く、練習で牧や高砂に何度も吹っ飛ばされ続け、高頭から「センターは到底無理だ」と厳しい宣告を受けた。前年度のインターハイでは応援席にいる立場となったが、高頭による宣告を受けた日から練習後に500本のアウトサイドシュートを放つシューティング練習を毎日欠かさず続け、シューターとしての才能を開花し海南のスタメンの座を射止める。牧のペネトレイトからの彼のスリーポイントシュートは最強コンビとまでいわれるようになり、湘北戦では22得点を記録し、インターハイ予選では1試合平均の得点1位となる30.3得点を記録して得点王となり、インターハイ神奈川県予選ではベスト5にも選出された。
その得点力は相手の戦術を左右する影響力がある。きれいで柔らかなシュートは彩子が鳥肌を立てるほどで、作中サブタイトルでも「SILK」と表現されている。福田とは中学時代の同級生で、彼には「ジンジン」と呼ばれるほか、陵南戦の試合前にチームメイトの前で当時の福田について語った。湘北戦では桜木のフェイスガードに手を焼き、一度は抜き去っても豊富な運動量により回り込まれてシュートブロックされたことが印象に残っている様子であり、湘北対陵南戦を観戦中には「あれは思い出したくない」と語っている。
原作終了後の黒板漫画では、一人黙々とランニングをこなしており、弥生はその姿を「海南の強さの象徴かもしれない」と語った。
2回目の人気投票では第13位にランク入りしている。
高砂 一馬（）
声 - 川津泰彦
3年、191cm 80kg、背番号5、C。
スタメン選手。前年度のインターハイの時点でベンチ入りを果たしている。
赤木や魚住ほどの高さとパワーはないが、優れた技術を持つ技巧派のセンター。
湘北戦では6得点に終わり、マッチアップした赤木には33得点を許し、また湘北スタメンに翻弄されたものの、終盤には桜木を素人とは考えずに赤木と同等のつもりで渡り合い、巧みなスクリーンアウトで桜木とのリバウンド争いを制した。陵南戦では魚住をファウルトラブルに陥れ、結果的に魚住の退場を招いた。湘北対山王戦の観戦中には赤木を「多分、全国トップレベルのセンター」と認め、また赤木にも「手強い相手だった」と認められている。
宮益 義範（）
声 - 里内信夫
3年、160cm 42kg、背番号15、G。
控え選手。小柄かつ華奢な体型で、身体能力も宮城曰く「足も遅い」とのことであり、なおかつ入部当初は初心者という境遇であったが、海南の非常に厳しい練習に3年間耐え抜き、シュート面では神を除けばチームNo.1と言われるほどの実力を身に付けた。人一倍努力してきたこともあって部員からの信望は厚く、「宮さん」や「宮」と呼ばれ慕われている。
公式戦初出場となった湘北戦では、前半途中に高頭の桜木を締め出す目的から途中出場。キープレイヤーである神との交代であったこと、出場から間もなくしてリョータにスティールを許し起用を疑問視されるも、直後のディフェンスでは桜木の得点能力のなさを露呈させる目的を果たし、その後にスリーポイントシュートとジャンプシュートを連続で決め一時は湘北に15点差をつけることに貢献した。桜木の交代と共に自身も小菅との交代でベンチに下がるが、終盤に牧と神への徹底マークで海南の攻撃が行き詰まり、桜木もフリースローを克服したことで第3のスコアラーとして再び出場。パスカットからのシュートフェイクでアシストを記録し、宮城のドリブルによる突破を押さえ試合終了まで戦った。湘北戦では9得点を記録した。
試合中は眼鏡の代わりに度入りのゴーグルをかけており、自身の体型と合わせて花道には「宇宙人」のあだ名を付けられた。
武藤 正（）
声 - 塩屋浩三
3年、184cm 75kg、背番号9、F。
前年度のインターハイの時点でベンチ入りを果たしている。
スタメンだがセリフはあまり登場しないなど、目立つキャラクターではない。陵南戦では福田に翻弄され、作中描写されているだけで26得点を許した。インターハイ予選決勝リーグの湘北対陵南戦の試合前には、安西不在であることにいち早く気付いた。
小菅（） / 今中（）
声 - 里内信夫
背番号8。
控え選手。原作とアニメとで名前が異なる。
湘北戦では前半途中に宮益との交代で途中出場し、後半開始前に神と交代するまでプレイするも得点はなかったが、馬宮西戦ではジャンプシュートを決めるシーンが描かれている。原作では陵南戦前の集合時に福田の様子を見ていた神に呼びかけ、「知ってるのか」と問い掛けた。アニメでは、武園戦の試合中に武藤を呼び捨てにする場面があった。
山本（）
背番号12。
控え選手。武園戦、武里戦に出場し、武園戦では試合開始時にジャンプボールを務めている。
小嶋（）
背番号14。
控え選手。武園戦、武里戦に出場。
高頭 力（）
声 - 佐藤正治
監督。智将の異名を持つ。普段やスコアリード中は穏やかだが、追いつかれてくると途端に機嫌が悪くなる癖があり、湘北戦で追い上げにあった際は、いつも持っている扇子を真っ二つに折った。普段はスーツを着用しているが、湘北VS豊玉戦を観戦した際は派手なアロハシャツを着用。
高校時代には1年生の時から「恐怖の新入生」と言われたほどの選手で、1学年上の先輩だった田岡とは当時からの因縁の間柄であり、今でも「先輩」と呼んでいる。高校1年生当時の背番号は11。安西を「勝負師」と言う。
インターハイ予選決勝リーグには翔陽が勝ち進んでくると思っていたため、湘北への下調べを全く行わないまま湘北戦に臨んだにもかかわらず、試合開始から10分ほどで桜木の本質を見抜いて、宮益に相手をさせることで桜木のペースを狂わせたが、桜木が試合中にフリースローを克服したことから、桜木への認識を改める。また、湘北VS陵南戦で桜木がゴール下シュートを決めた際には、「ド素人だったはずだ…！」と短期間での習得に驚き、湘北VS豊玉戦で桜木がジャンプシュートを決めた際にも、その成長の速さに「安西先生は、いったいどんなマジックを使ったんだ…！」と驚いていた。
原作終了後の黒板漫画では、国体選抜について田岡と議論しており、最終的にはどちらが監督をするかで火花を散らしていた。

### 翔陽高校
インターハイ予選決勝リーグ進出をかけ、湘北と対戦した高校。
スタメンのうち4人が190cm台の長身選手である非常に大柄なチーム。ベンチに入りきれない部員が多くいる名門校で、アニメでは過去4年連続インターハイ出場を果たしたと説明されている。県内では海南大附属に次ぐ強豪と呼ばれている高校だが、正規の監督は不在で素人の顧問の教師はベンチ入りしている。インターハイ終了後も冬の選抜に向けて3年生のスタメン全員が残った。
ユニフォームの色は緑と白。横断幕は「闘魂」。
藤真 健司（）
声 - 辻谷耕史
3年、178cm 66kg、背番号13（1年）→9（2年）→4、PG。
主将で選手兼監督。普段は監督という立場上シックスマンだが、司令塔としてチームに及ぼす支配力は絶大。ジャンプの最高点に到達する前にシュートを放つという独特のタイミングを持ち、さらに左利きであることから、彼のシュートへのブロックはタイミングを合わせることが難しい。
監督としての性格は極めて冷静沈着で、プレイで熱くなったメンバーをなだめたり、試合進行上での的確なアドバイスを与えたりするが、選手としてコート上に立つと監督時とは別人のように熱い性格になり、牧は「プレイヤーとしての奴はクールとは程遠い」、「藤真のいない翔陽はいわば2軍であり普通の強豪にすぎないが、藤真が入ることによって翔陽はインターハイ常連チームの顔になる」と語っている。女性ファンもおり、陵南対武里戦を観戦中にはファンとの握手に応じている。
翔陽高校の歴史上、1年生にしてスタメンの座を勝ち取った唯一の選手。1年時には牧と共に「これから神奈川は彼ら2人の時代になる」とも言われていたが、牧の前に以降2年間、常に県No.2の座に甘んじた。「打倒・牧」への最後のチャンスとなった3年のインターハイ予選での湘北戦の後半で初逆転されたことから出場。4人のビッグマンを指揮して流れを翔陽に傾けるが敗北し、選手に専念できなかったことを田岡に惜しまれ、「正規の監督・指導者がいたら、同じ結果にはならなかったかもしれんな」とも語っている。アニメでは、フェイダウェイ・ジャンプショットを放ちながらも木暮のカットにより失敗するシーンも描かれた。
決勝リーグの第1戦では花形、長谷川と共に陵南対武里戦を観戦し、原作では試合後に海南対湘北戦の会場も一度は訪れたものの「海南の勝利も敗北も見たくはない」という複雑な心境から観戦しなかったが、後の対陵南戦と対武里戦では観戦に訪れた。海南対陵南戦を観戦している際に仙道を「恐るべき男」と称し自分や牧と同じ地位まで上ってきたことを確信し、自分のいないところでNo.1を争う彼らに複雑な気持ちを表している。
前年の豊玉戦では前半で20得点を決める活躍をするも、南が威嚇のために振り回した肘が自身の側頭部に当たり、負傷退場となる。湘北対豊玉戦当日の練習ではランニング中、自身が対戦した前年度のインターハイでの対豊玉戦を回想している。
試合には途中出場したことから、桜木には「ホケツ」、「ホケツ君」と呼ばれる。
アニメでは花形、長谷川、彦一とともに湘北への激励に訪れた際、桜木から練習試合を申し込まれこれを受ける。彦一に参加者を集めさせ、陵南との混成チームによる湘北との練習試合をしフル出場する。弥生に仙道ともども「ポイントガードとして間違いなくトップクラス」と評されたほか、「神奈川no1と言っても過言では無い」と評された。
原作終了後の黒板漫画では髭を生やしていた。
2回目の人気投票では第4位にランク入りしている。
花形 透（）
声 - 風間信彦
3年、197cm 83kg、背番号5、C。
スタメン選手。前年度のインターハイの時点でベンチ入りを果たしている。
魚住に「翔陽のスター」と評される存在で、ゴール下の要。田岡には赤木と魚住に並び神奈川No.1センターを争う3人のうちの1人に挙げられており、力より技で勝負する柔のセンターというように、高野とのコンビによるポストプレイやハイポストからのパスアウト、赤木のブロックを読んでのフェイダウェイ・ジャンプショットなどの技術や頭脳プレイを得意とする、まさにオールラウンダー。 学業の成績も優秀であり、完全版の裏表紙によると期末テストで学年1位をとったとのこと。
湘北戦の前半では、監督と主将という2つの重圧を背負う藤真の負担を少しでも軽減しようと奮闘し、赤木とも互角以上に渡り合った。後半は自身とのリバウンド争いを制した桜木が藤真のスティールを避けるために腕を振った際、肘が自身の側頭部に当たって倒れ出血した上、眼鏡も破損したが、桜木がファウル4つになったことを喜び、試合を続行。流れを翔陽に傾ける。アニメでは、終盤に逆転狙いのスリーポイントシュートを放つものの失敗し、その直後に試合が終了した。
最初は桜木を甘く見ていて相手にしていなかったが、後半からは桜木の動きを「予測がつかん」、「瞬発力が全然違う」「シュートは下手でもリバウンドは違う」と評し、桜木に幾度もリバウンドを取られ、試合終盤には永野とともに桜木のダンクに吹き飛ばされた。湘北対陵南戦中には「桜木のことは認めている」「細胞が瞬間的に反応した」ような感じだったとも口にしている。
眼鏡をかけていることから、桜木軍団には「メガネ」と呼ばれる。
アニメでの混成チームによる練習試合では、当初は流川とマッチアップして彼にフェイダウェイ・ジャンプショットを決められるなど翻弄されるも、ベンチスタートとなった桜木が試合に出場すると自ら真っ先に桜木のマークを買って出た。後半には長谷川との交代で出場した福田が桜木とマッチアップしたため、自身は長谷川に代わって三井とマッチアップした。
原作終了後の黒板漫画では眼鏡を変えた。
2回目の人気投票では第16位にランク入りしている。
長谷川 一志（）
声 - 塩屋浩三
3年、190cm 81kg、背番号6、F。
スタメン選手。
藤真によれば、大人しすぎる面があり、欲がなさ過ぎるのが欠点だが、誰よりも努力し、チームの主役になれる実力を持った選手。中学時代に対戦経験があったことを忘れていた三井にも、「これほど動きのいい奴を忘れるはずがない」と内心で言われている。
中学時代に自分を圧倒した三井が高校では不良になっていたのを街で偶然目撃し、その変わり果てた姿に失望する。湘北戦では復帰した彼に敵対心を燃やし、試合前にはトイレの中でのチームメイトとの会話で「三井の得点は5点以内に抑える」と豪語して、試合の前半は彼の得点を5点に抑え込む。後半のタイムアウト時には自身が三井をボックスワンでマークすることを藤真に志願し、三井に「お前はオレに勝てない」、「高校バスケットをナメるなよ」と挑発し、約15分間にわたり彼に得点を許さなかった。しかし、残り時間5分を切ったところでの自身の三井に対するファウルによるフリースローから、三井はスリーポイントシュートを3連続で決める活躍を果たし最終的には20得点を許す。
アニメでは、湘北戦後に三井のことを見直し、陵南との混成チームによる湘北との練習試合後は三井と認め合い和解したような描写が描かれた。また、この試合では前半はフル出場を果たし、後半開始前に福田と交代するが、桜木を抑えるのは福田一人ではキツいと言っている。
中学時代は坊主頭だったが、高校入学後は髪を伸ばして伊藤に「ツンツン頭」と呼ばれるような逆立てた髪型になる。原作終了後の黒板漫画では再び坊主頭となった。
永野 満（）
声 - 神奈延年
3年、191cm 84kg、背番号7、F。
スタメン選手。前年度のインターハイの時点でベンチ入りを果たしている。
湘北戦では流川とマッチアップ。試合序盤に流川とリョータからパスカットを決める。後半のタイムアウト時には、高野と共に花道と流川を睨みつけていた。試合終盤には花形と共に桜木のダンクに吹き飛ばされる。決勝リーグでは全試合を観戦した。桜木が牧を侮辱したことについては「桜木だから」と納得している。
原作終了後の黒板漫画では眉毛が細くなった。
高野 昭一（）
声 - 幹本雄之
3年、193cm 85kg、背番号8、センターフォワード（C-F）
スタメン選手。前年度のインターハイの時点でベンチ入りを果たしている。
湘北戦では桜木とマッチアップ。試合開始数分にトラベリングをとられるが、アニメでは桜木の赤木直伝の技である「目で殺す」に臆して歩いた。後半ではファウルを恐れ硬直する桜木から得点を狙うが、それを読んでいた流川に後方からのファウルで阻まれ、そこで得たフリースローも2本とも失敗。その後は立ち直った桜木にパスをカットされ、試合の流れを決するダンクを決められる。決勝リーグの観戦にも訪れており、湘北対海南戦では自分たちを苦しめた桜木が素人だったことを知り悔しがるが、永野から「俺たちは、その素人に負けたんだ」と戒められている。
原作終了後の黒板漫画では永野同様、眉毛が細くなった。
伊藤 卓（）
声 - 里内信夫
2年、180cm 71kg、背番号9、G。
藤真が監督として専念する際のスタメン選手。
湘北戦では宮城とマッチアップし、試合開始直後は緊張で動きの鈍い宮城を相手に身長差を生かしたパスやスリーポイントシュートを決めて優位に展開したが、彼が立ち直るとそのスピードに翻弄され、後半は藤真の出場時に交代。
湘北対海南戦では当初、観客として高野の左隣に座っていたが、後に花形と長谷川が合流した際には高野の左隣に座席はなく階段になっていた。
原作終了後の黒板漫画では外見の変わった先輩たちを見て驚き、髭を生やした藤真を見てショックを受けていた。

### 武里高校
昨年度、今年度共にインターハイ予選神奈川県大会ベスト4の高校。
藤真からは「そんなに悪いチームじゃない」と評されているが、今年度は決勝リーグの3戦全てで相手校に大差で敗れての4位に終わる。
ユニフォームの色は赤と白。横断幕は「心技一体」。
今村（）
背番号6。
監督
声 - 増谷康紀
湘北戦の試合前に海南戦を捨て試合とし、湘北に勝利して1勝2敗の得失点差による2位でインターハイに出場することを狙うと宣言。既に陵南戦を大敗しており、試合開始直前のミーティングでは「全精力を出し切るつもりで行け。」と選手を鼓舞した。
しかし試合は桜木不在の湘北に大敗を喫し、「これで3敗確実だ。」と言い落ち込む選手たちに「来年また出直しだ。」と言って諦めるような態度を見せた。翌日の海南戦でも大敗した。

### 三浦台高校
湘北がインターハイ予選初戦で戦った高校。
スタメン全員が185cm以上ある大柄なチームであり、マナーに欠けるプレーや言動がやや目立つ。ユニフォームの色は黒。
前年度は海南大附属との試合で敗れながらも彦一からは「初戦としてはきつい相手」、清田には「せいぜいベスト8」と評される準強豪校。海南のみを目標にして、湘北は眼中にはなかった。湘北戦では試合序盤、湘北を赤木のワンマンチームと思って侮りつつも優位に立つが、花道たちが参戦したことで形勢が逆転し大敗。
村雨 健吾（）
声 - 幹本雄之
3年、186cm、背番号4、SF。主将。
審判に分かりづらくファウルをするのが上手。海南を倒すことを目標としており、湘北や陵南を「ごとき」と侮辱している。陵南部員からは「ブタ」呼ばわりされた。原作では試合終了間際に桜木の脳天ダンクを直撃され気絶し、アニメでは内藤に脳天ダンクを行った桜木に監督と一緒に抗議する。
決勝リーグでは、湘北の対海南戦と対陵南戦を観戦しており、桜木が牧を侮辱した際には「怖いもの知らず」と呆れ、陵南戦でゴール下シュートを成功させた際には成長を素直に認めた。
荒木 一雄（）
声 - 森川智之、里内信夫（第31話）
3年、187cm、背番号5、PG。
スタメン選手。
湘北戦では試合開始直後は安田とマッチアップし、口の悪さで、品のない挑発を行うも、途中出場した宮城にはスピードで圧倒された。原作では村雨、アニメでは内藤に脳天ダンクを行った桜木に抗議する。
宮本 和成（）
3年、187cm、背番号6、PF。
スタメン選手。
流川とマッチアップし、タイムアウトの際、村雨にもっと強くあたるように指示を受けていた。
原作では村雨以外のメンバーでは唯一、苗字が判明。アニメでは後半、内藤との交代でベンチに下がった。
高津 弘（）
声 - 神奈延年
3年、185cm、背番号7、SG。
スタメン選手。
三井とマッチアップし、後に宮城ともマッチアップする。
川崎 昭雄（）
3年、192cm、背番号8、C。
スタメン選手。
原作では脳天ダンクを行った桜木に抗議していたが、アニメでは村雨に変更された。
内藤 鉄也（）
#アニメオリジナルキャラクターを参照。
原田（）
声 - 江川央生
監督。氏名はゲーム『テレビアニメ スラムダンク2 IH予選完全版!!』より。
選手と同様に湘北を格下扱いしていた。脳天ダンクを行った桜木に選手と共に抗議する。

### 角野高校
湘北がインターハイ予選2回戦で戦った高校。ユニフォームの色は白。
試合は24対160の大敗を喫し、選手たちは試合終盤、青ざめた表情で「もう嫌だ」、「早く終わってくれ」と心の中で呟いていた。花形は「弱すぎる」と評し、さらに「翔陽なら200点とってるぜ」と語った。
アニメでは、彩子から「ずば抜けたポイントゲッターはいないけど、よく纏まったチーム」と評されている。

### 高畑高校
湘北がインターハイ予選3回戦で戦った高校。
試合は59対103の大敗を喫する。アニメでは、花道と三井は、試合会場に向かっている途中、竜グループと鉄男のトラブルに遭遇しながらも洋平たちと鉄男のおかげで試合開始前に間に合ったり、花道は赤木直伝の技「目で殺す」を試すも通用しない展開が描かれた。
ユニフォームの色は水色。

### 津久武高校
湘北がインターハイ予選4回戦で戦った高校。
創立90年の歴史があり、古豪と言われている。アニメでは前年度のベスト8と紹介された。
序盤はスリーポイントシュートがよく決まりリードするが、伍代が審判と悶着を起こし、悪質な反則で退場になってからは宮城のスティールからの速攻から湘北の得意の展開に持ち込まれ、79対111で敗北する。
ユニフォームの色は白。伍代は赤木や木暮の中学時代の同期生。監督も安西の教え子。超問題児で目立ちたがり屋のお調子者の南郷もおり、桜木や清田と共通点が多い。
詳細はスラムダンク 全国制覇だ! 桜木花道にて。

### 武園高校
共学校だが女性が7割を占めるのでバスケ部は人気の的で、流川親衛隊をも黙らせる応援がある。
映画では湘北初の練習試合相手となっている。
島村や小田が在籍している。桜木軍団が訪れたときは高宮がナンパを始め、大楠と野間も乗っかっているが、失敗に終わっている。
アニメでは海南に負けている。小田は怪我をしていた。
詳細はスラムダンク (1994年の映画)。

### 緑風高校
新設校でインターハイへは未出場だが、理事長の娘であるマネージャーの藤沢恵里が全国区の選手をスカウトしている強豪校。
アメリカ留学から帰国したマイケル沖田、海老名、双子の鶴見兄弟、克美という三井の後輩や桑田の友人が在籍。桜木を「赤坊主はバケモノで楽しい」と評している。
詳細はスラムダンク 湘北最大の危機! 燃えろ桜木花道。

### 箕輪高校
17年前のインターハイ予選で海南大附属が初優勝した際に決勝で対戦した高校。
OBであるヒゲ店長が「自分のシュートが入っていたら勝っていた」と言っていた。現在はAブロックにおけるベスト8のシード校となっている。なお、アニメではAブロックで第1シードの海南大附属と対戦したのは武園高校である。
17年前のユニフォームの色は白。

## インターハイ出場校
2017年の井上雄彦と岡田優介の対談によると、インターハイ優勝は以下に挙げられる学校ではないとのこと。

### 秋田県立山王工業高校
秋田県代表、高校バスケ界の頂点に君臨する高校。湘北のインターハイ2回戦での対戦相手である。選手全員が坊主頭をしているのが特徴。
深津ら現在の3年生の入部以来、2年半無敗でインターハイ3連覇を成し遂げた。前年度のインターハイ準決勝では海南大付属を30点差で下し、今年度のチームは弥生が「ほとんど大学オールスター」と評した同校OBに圧勝し、彼女に「過去最強の山王工業かも。」と評された。また、彩子には「高校界の絶対王者」と評されている。
高校バスケ界においては非常に大きな人気があり、30年にわたりチームを見てきたファンもいる。それぞれのポジションに超高校級の選手を擁しており、名朋の監督によると控えの層も厚いとのこと。フルコートプレスディフェンスは伝家の宝刀と称されており、試合終盤でもそれを行えるだけのスタミナと走力を備えており「日本一走れるチーム」と呼ばれている。
総合評価はAAランク。ユニフォームの色は白。桜木は作中で「ヤマオー」と呼んでいる。テレビアニメではインターハイ編前にストーリーが終了したため、登場していない。
深津 一成（）
声 - 奈良徹（THE FIRST SLAM DUNK）
3年、180cm、背番号9（2年）→4、PG。
主将。非常に冷静沈着で常に試合の流れを読み、その場に応じた最高の選択を行う。広い視野とパスセンス、強固なディフェンス力を併せ持ち、前年度インターハイ準決勝の海南戦では単独のマッチアップで牧を苦戦させ、そのビデオを見て実力に戦慄していたリョータにも「終盤の1点差ゲームかのようなディフェンス」を試合序盤から強いた。普段は黒子役に徹しつつも、要所にて相手に傾きかけた流れを確実に呼び戻す決定的な仕事をし、牧には「相手が行けるというムードの時こそ仕事する男」と評される。また、ミスや動揺している選手への声かけや気を抜いた選手へのさりげない叱咤などのチーム操作術、指揮能力は選手たちからはもちろん監督の堂本からも絶大な信頼を寄せられており、大接戦となった湘北戦の終了間際におけるゲームメイクを託された。
語尾に何かつけるのに凝っていて、作中では「〜ピョン」をつけるのが特徴であり、宮城からはそれを揶揄して「ピョン吉」と呼ばれている。以前は「〜ベシ」を使っていたが、今でもたまに間違って「〜ベシ」が出る。宮城のような小さくて素早い選手は苦手だが、湘北戦ではマッチアップした彼に対し成功率の低いジャンプシュートをわざと見届けたり、終盤での沢北への奇策を妨害したりと最後まで翻弄した。
原作終了後の黒板漫画では、「〜ピョン」に続く新たな言葉を開発中で「〜ピニョン」が候補になった。
河田 雅史（）
声 - かぬか光明（THE FIRST SLAM DUNK）
3年、194cm、背番号14（2年）→7、CF。
「日本高校バスケ界最強のセンター」と評される実力者。その実力は全日本センターの杉山に高3の現時点でも大学バスケのセンターでベスト3には入ると評されたほど。
高校入学当時は165cmと小柄でポジションもガードだったが、1年間で25cmも身長が伸び、この過程でガードからフォワード、さらにはセンターへのコンバートを経験する。その結果、強力なインサイドプレーとガード・フォワード並みの技術、素早さを併せ持つ異色のプレイヤーに成長した。
「うはは」という笑い方をし、ブロックするときは「ぶし」と声を上げる。シュートを決めた赤木に睨みつけられた際はムキになったり、女性ファンの多い沢北に嫉妬してプロレス技をかけるなど、砕けた一面もある。「ゴリを丸くしたような顔をしているから」という理由で桜木には「丸ゴリ」と呼ばれる。
湘北戦では赤木を圧倒し、現時点では敵わないと認めさせる。湘北が追い上げてくると、リバウンドによって流れを変えていた桜木とマッチアップ。その身体能力に驚愕しながらも、ジャンプそのものをさせないことでリバウンドを制した。
原作終了後の黒板漫画では美紀男を鍛えるために兄弟で特訓していた。
2回目の人気投票では第21位にランク入りしている。
沢北 栄治（）
声 - 武内駿輔（THE FIRST SLAM DUNK）
2年、188cm、186cm、背番号13（1年）→9、GF。
驚異的な身体能力と1on1のスキルを持ち、1年生時から山王のエースプレイヤーに君臨する高校No.1プレイヤー。そのプレーは、しばしば見る者の度肝を抜く。前年度の海南戦のビデオを見た三井に「間違いなくこのチームで1番センスがある」と言わしめた高いバスケットセンスと身体能力やオフェンス力、ディフェンス力はいずれも超一流だが、桜木曰く「負けたことがないため、沢北の頭の中にはパスという選択肢はない」。あまりにも実力がずば抜けているうえに精神的にムラがあるため、試合を退屈に感じて集中力を欠く時があり、河田ら先輩のいびり対象になることがあるが、彼が本領発揮するとチームメイトすら沈黙する。
その技術は4歳のころから行った父との1on1経験で培われた。哲治には中学入学時に初勝利し、哲治は当時のことを「その時の喜びようは今でも忘れない」と語っている。中学入学直後にはミニバスケットの経験が一切なかったにもかかわらず、レギュラーの先輩たちを相手に圧倒的な実力差を見せたが、自身の生意気な態度が原因で先輩部員によるいじめを受けたこともある。中学の時に一度だけ仙道と対戦したことがあり、仙道によればバスケ人生でただ一人「勝てなかった奴」とのこと。その後は山王に迎えられ、1年時からエースとして活躍し全国制覇を経験。アメリカへのバスケ留学を控えた2年生の夏、インターハイ2回戦で湘北と対戦し、1on1のスキルで圧倒するが、それが流川の才能をさらに開花させる。
右腕に黒いバンドを装着している。わがままで自己顕示欲も強いが、性格はいたって素直。偶発的なプレイでも相手が「狙ってやった」と言えば信じかけてしまうため、湘北戦の序盤と終盤においては桜木の奇行と宮城の策略に惑わされ、一時プレイにキレがなくなった。河田弟を優しく励ましたりして鼓舞する側面もある。プロレイアップシュートは山王のアメリカ遠征時にブロックをかわすために身につけたが、日本の試合では桜木に初めて使用している。現状に満足せず挑戦を生き甲斐とする。
部内では「山王バスケ部始まって以来の二枚目」と言われているようで、河田曰く、女の子からファンレターも来ている。湘北戦の前夜、湘北の試合のビデオを見て研究している際には、河田への失言や河田に自身とそっくりだと評された流川がいずれ大物になるかもと発言する度に河田にプロレス技を極められた。
桜木からは「小坊主」と呼ばれる。
原作終了後の黒板漫画では、飛行機の中で英会話を練習していたほか、両親に感謝の言葉を表した。『THE FIRST SLAM DUNK』では、インターハイ前に自主練習の場として選んだ300段の石段の上にある神社で、個人としてもチームとしてもすでに日本ではやり尽くしたという自負から「自分に足りない経験をください」と願をかける。湘北戦の敗戦後、堂本がチームにかけた言葉を聞いて自らの願かけを思い出し、号泣して廊下に崩れ落ちた。
野辺 将広（）
声 - 鶴岡聡（THE FIRST SLAM DUNK）
3年、198cm、背番号5、C。
スタメン選手。リバウンド力を買われてスタメンに抜擢され、パワーと体重を生かしたスクリーンアウトでゴール下のポジション争いだけでも相手選手を疲弊させることができ、湘北戦の前半では桜木にほとんどリバウンドを取らせなかった。しかし後半に桜木にシャツを掴まれるという反則行為を受けてからペースを乱し、桜木の脅威のジャンプ力に翻弄されて途中交代となる。本人曰く、河田以外の相手にこれほどリバウンドを奪われたのは初めてのことであり悔しげな表情であったが、一方で試合序盤に桜木が負傷した時に短時間の交代出場をしていた角田は全く問題にならず、再び桜木が登場した時は嬉しそうな様子を見せていた。
「トーテムポールみたいな顔」という理由で、桜木からは「（トーテム）ポール」と呼ばれる。
松本 稔（）
声 - 長谷川芳明（THE FIRST SLAM DUNK）
3年、180cm、185cm、背番号6、G。
スタメン選手。湘北戦では一之倉と入れ替わる形でベンチスタートとなり、前半途中に今ひとつ調子の出ない沢北との交代で途中出場。後半は一之倉がベンチに下がったため三井とマッチアップ。疲労の見え始めた三井を圧倒して山王の得点源となり、武藤に「沢北がいなければ、どこでもエースを張れる男」と言わしめた。
しかし、体力を限界まで消耗した三井をその後も幾度となく抜き去るも復調した湘北メンバーの懸命のカバーによって得点を阻まれ、さらに三井の執念を推し量れず翻弄され度々得点を許し、終盤には1点差に追いつかれるきっかけとなる三井のスリーポイントシュートに対するファウルを誘発された。
作中でのポジションはガードだが、当初はフォワードの予定だった。
一之倉 聡（）
声 - 岩城泰司（THE FIRST SLAM DUNK）
3年、171cm、背番号8、G。
「スッポンディフェンス」の異名を持つ全国でも有名なディフェンスのスペシャリスト。チーム随一のスタミナと忍耐力を兼ね備え、スタメン選手たちでさえ一度は逃げたことがあるという厳しい合宿でも逃げたことがない。また試験中に急性盲腸炎に襲われた際、失神して救急車で運ばれる寸前まで耐えたことがあり、さらに校内マラソン大会でも陸上部員にも負けたことがない。
湘北戦では三井をマークしてスタミナ切れにする目的でスタメン出場した。堂本のプランでは「三井は何もできないままスタミナ切れ」となる予定だったが、三井が好調だったため抑えきることはできず、たびたびスリーポイントシュートを決められる。しかししつこいディフェンスによってスタミナを奪うことには成功しており、後半のガス欠を誘発した。
チームメイトたちからは「イチノ」と呼ばれている。
当初の予定では2年生だった。また、名前も当初は「市ノ倉」の予定であった。
河田 美紀男（）
声 - かぬか光明（THE FIRST SLAM DUNK）
1年、210cm 130kg、背番号15、C。
河田雅史の弟。日本で最も大きい高校生選手とされるが、体格は力士のような太った体つきで動きは鈍い。また体格とは裏腹に気が弱く、いつもオドオドしており、兄からよく怒られるようで、口癖は「ごめん（ゴメン、ゴムェン）、兄ちゃん」。顔つきは母のまきこに似ている。
体格を活かしたポストプレーで最初は桜木を圧倒するが、ゴール下でパスを受けての振り向きざまのシュートしかできないことを同じ境遇を経験した桜木に見抜かれ、さらにパワーを克服されると逆に圧倒された。バスケット選手として未熟な面が目立つが堂本からは逸材として期待されており、名朋の監督は森重の将来の好敵手になるだろうと予想していた。試合後はメンバーで唯一、涙を流していた。
桜木からは「丸男」、流川からは「横綱」と呼ばれる。
当初の予定では、「筧」という名前が設定されていた。坊主頭の風貌や2メートルを超える身長、背番号などが能代工業在籍時代のものと一致することから、日本代表も経験したバスケットボール選手の関口聡史がモデルとされる。
堂本 五郎（）
声 - 真木駿一（THE FIRST SLAM DUNK）
監督。山王をインターハイ3連覇に導いた名将。「緒戦の入り方が大事」、「勝負に絶対はない」という理念を持ち、格下かつ無名の湘北との対戦を前においても研究と対策を怠らず、万全の状態で湘北に挑んだ。インターハイにおいてもなお来年、再来年のことを念頭に置いて、自信と経験を植え付けさせるために1年の美紀男を出場させる。
桜木を単なる乱暴者や素人とは見なさずその素質を見抜き、試合後半に桜木が湘北に多大な影響をもたらしていることに気付いてからは河田兄をマークにつかせた。勝ちがほぼ確定するまでベンチに座らず、コートに膝をつきゲームを見守る。試合終盤でもなおもフルコートプレスディフェンスを指示する勝負どころを確実に抑える姿勢と選手たちへの信頼感は、安西と高頭を驚嘆させた。
敗戦後、選手たちに「『負けたことがある』というのが、いつか大きな財産になる」と語った。
山王工業ベンチメンバー
声 - 江越彬紀、田所陽向、峰晃弘、金光宣明、武田太一、山本祥太（THE FIRST SLAM DUNK）
山王工業高校バスケットボール部の部員たち。

### 豊玉高校
インターハイ予選大阪府大会を2位で通過したインターハイ出場の常連校で、全国ベスト8の強豪校。湘北のインターハイ初戦の対戦相手である。
前年度のインターハイでは翔陽高校に勝利。ラン&ガンオフェンスを得意とする攻撃的なチームで、今年度のインターハイ大阪府予選では得点ランキングでの個人ベスト3をこのチームの選手が独占している。彦一曰く「名門」という触れ込みだが、相当の不良校のようで、応援は野次と暴言が非常に目立つ。選手にもその色は強く出ており、相手選手への挑発や威嚇、試合ではラフプレーも多いのでファウルや警告も多い。監督である金平を除く全員が関西弁を使用している。
理事長いわく、バスケ部には最も投資しており、充実した設備を与えたり海外遠征を行うなどしているが、バスケ部が大会で期待通りの成績を出せないことを理由に、本編の2年前にそれまで部員たちが慕っていた北野を一方的に解任しており、これが部員たちと金平の不協和音の原因の一つとなり、さらにはバスケ部全体を混乱に陥れる原因になった。
総合評価はAランクだが、実力的には海南ほどではないとのこと。ユニフォームの色は青と白。横断幕は「努力」。山王同様、アニメではインターハイ編前にストーリーが終了したため、岸本と大川以外の部員は本編に登場しない。
南 烈（）
3年、184cm、背番号9（2年）→4、SF。
主将。少年時代から北野のラン&ガンバスケットに憧れ、岸本らと共に入学。しかしその後、成績の伸び悩みを理由に北野は解任され、自分たちがラン&ガンバスケで全国ベスト4まで勝ち進み、尊敬する北野を再び監督として呼び戻すことを何よりの目標とする。クイックモーションからのスリーポイントシュートを得意とし、インターハイ大阪府予選では得点王を獲得したほか、ディフェンス力も木暮に「かなりディフェンスはいい」、「俊敏なフットワーク」と評されている。普段は冷静だが、北野を侮辱されると激しい怒りをあらわにする。
前年の翔陽戦では、藤真に対して威嚇として振り回した肘が当たり怪我を負わせ、結果的にチームを逆転勝ちに導いてしまう。それ以来「エースキラー」の異名がつき、自分の中でそれを無理矢理に正当化するものの、同時に良心の呵責に苦しむことになった。湘北戦では流川への故意にも取れるラフプレーによって肘を当て、流川の左目を腫れ上がらせる怪我を負わせた。だが、それでもなお試合に参加し活躍も見せる流川を見て、逆に自らの罪悪感に押しつぶされ、後半から調子が全く出なくなり、ことごとくシュートを外してチームの失速の原因となる。終盤、流川を完全に潰すつもりで強引なシュートに行くも、北野の言葉から思い留まり、自分が負傷した。北野と再会し、彼の言葉で自分たちがバスケをする大前提を思い出し、大阪No.1スコアラーの実力を見せ付ける2連続スリーポイントシュートで4点差にまで追い上げた。
実家は薬局「南龍生堂」を経営し、試合後の夜に湘北の宿舎を訪れて流川に謝罪するとともに塗り薬を渡し、試合中には「日本一の選手になる」という趣旨の発言をした流川に「山王の沢北を倒せたらなれるかもしれへんで」と語った。
桜木には「カリメロ」と呼ばれる。
アニメでは本編には登場していないが、第4期のエンディングに登場している。
岸本 実理（）
声 - 田中一成
3年、188cm、背番号5、PF。
南と並ぶエースプレイヤーで、大阪得点ランキング2位の実力者。南とは少年時代からの幼馴染で、尊敬する北野のために豊玉を強くすると誓う。気性が激しく喧嘩っ早く非常に短気。湘北が移動中の新幹線では、木暮に絡んだことで桜木とは一触即発の状態になり試合中も桜木に対し故意のラフプレーを行った。非常に口が悪い威張り屋で、大阪予選では彦一の前で仙道を小馬鹿にし、インターハイ前日の試合会場外では牧に対し挑発するも、牧からは覚えられておらず相手にされなかった。一方で、大川からは「本物のバスケ」を教えてもらったと尊敬されている。
湘北戦では終盤のタイムアウト時にはプレイに精彩を欠いた南に対し激怒するも、仲裁に入った金平に歯向かって暴言を吐き、激怒した金平に殴打を食らった。それでも金平に「名ばかりでも一応監督はおらなあかん規則や」と言い放った。負傷から復帰した南から北野が観戦に来ていることを告げられ、100%ゲームに集中するようになる。
新幹線での一件以来、桜木からは「チョンマゲ」と呼ばれる。試合序盤は桜木を全く相手にしていなかったが、終盤には桜木の脅威的な身体能力に翻弄された。
豊玉スタメンで、唯一アニメ本編にも登場する。
板倉 大二朗（）
2年、183cm、背番号6、PG。
スタメン選手。スタメンで唯一の2年生であり、安田の推測によると、高校でコンバートされたポイントガード。顔に似合わない綺麗なシュートフォームを持ち、大阪府予選では1試合平均25点を記録して得点ランキング3位の座に就く。湘北戦では挑発的な言動とラフなプレーで自身に殴りかかる寸前まで宮城の冷静さを失わせ、マッチアップを優位に進めた。後半もスリーポイントを決めるなどオフェンスでは見せ場を作るも、ディフェンスでは平常心を取り戻した宮城との平面の勝負に勝てず、そのスピードに翻弄された。南が絶不調に陥った際は彼を気遣った。
湘北戦前日にも宮城に対して挑発を行い、彼からはそれ以来「バカ面」と呼ばれる。
矢嶋 京平（）
3年、180cm、背番号7、SG。
スタメン選手。板倉から「ヤジさん」と呼ばれる。
湘北戦では三井とマッチアップし、試合序盤には板倉のパスから得点を決める。
豊玉の選手たちで最初に流川を「ナガレカワ」と読み間違えたのは彼である。
岩田 三秋（）
3年、190cm、背番号8、C。
スタメン選手。実力は赤木に「魚住のほうが数倍強かった」と評された。
湘北戦では赤木とマッチアップしたが前半から一方的に押され、相手が格上であると悟るとラフプレーに走って赤木から詰め寄られる。
大川 輝男（）
声 - 石川英郎
1年、181cm、背番号14。
控え選手。彦一の中学時代の同級生で、彦一の舎弟のような間柄だった。当時は彦一より小さく、「彦一君」と呼んでいた。彼にバスケを教えたのも彦一である。
しかし、転校後に20cmほど急激に背が伸び、作中では彦一より16cmも背が高くなり、呼び捨てにするなど態度も変わった。彦一に宛てた手紙では豊玉の1年生で唯一となるインターハイ登録メンバー入りを自慢していたが、実際はベンチウォーマー。また、上級生と金平の確執を知らず、湘北戦終盤のタイムアウト時に発生したチームの内紛時には戸惑っていた。
金平（）
監督。就任当時は31歳。成績不振を理由に解任された北野の後任として監督に就任した。
就任時に部員たちの前で北野の指導法を否定し、「これからはラン&ガンスタイルを捨て、弱点のディフェンスを強化していく」と発言したことで、北野を信奉する南や岸本らを中心に部員から早くも嫌われる。2年後も関係は修復されておらず、湘北戦では試合前やハーフタイム中のロッカールームで部員たちにアドバイスをするものの相手にされず、試合終盤のタイムアウト時には今まで募らせてきた怒りをついに爆発させ、岸本を殴打し、部員にも不満をぶちまけた。しかし部員たちが心の底から勝ちたがっていることはよく知っており、終盤には南のひたむきなプレーに涙を流し大きな声援を送った。
学校経営陣からは監督就任後2年以内に全国ベスト8の壁を破る結果を出すことを求められており、結果を出せなければ北野と同様に解任されることを告げられていたが、結果的にそのノルマを達成することはできなかった。

### 愛和学院高校
インターハイ予選愛知県大会を2位で通過した高校。前年度のインターハイではベスト4の結果を残した。湘北のインターハイ3回戦の相手でもあったが、湘北は山王との2回戦で力を使い果たしていたため、愛和学院との3回戦では大差で敗退した。ユニフォームの色は赤。
諸星 大（）
声 - 中尾みち雄
3年、SG、背番号4。
主将。全国を代表するプレイヤーで通称「愛知の星」。
海南大附属がそのプレイを観るためにわざわざ愛知まで訪れたほどの選手で、牧とも知り合いであった。名朋工業戦では森重が原因らしい負傷により前半戦に担架で運ばれ、治療から復帰した後半戦では森重の退場も重なり猛追を見せチームを牽引する活躍を果たしたが結果的には前半の大差が響き追いつくには至らなかった。湘北対山王戦では監督からは「沢北を倒せるのはお前しかいない」と評されたが、自身は「自信なし」と内心でそれを否定し「沢北の運動能力は今の日本の高校界では図抜けている」と評した。
監督
声 - 河合義雄
湘北対山王工業戦では予想外の猛追を見せた湘北を「3年間誰も果たせなかった打倒山王を一瞬でも果たせるかと思わせただけでも拍手を送りたい」と評すも沢北を倒さずに打倒・山王はなく、それを果たせる唯一の選手は諸星だと語った。名朋工業戦ではダンク後もゴールコートにぶら下がり続ける森重に苛立ちファウルを審判に指摘した。

### 名朋工業高校
インターハイ予選愛知県大会で愛和学院を破り、大会1位で通過した実力校。インターハイ2回戦からの初戦では前年度全国ベスト8の常誠高校に大勝する。愛和学院戦も前半大差で勝っていたが、諸星の復帰後は点差を詰められ、さらに森重の退場後は猛追にあった。ユニフォームの色は白。
森重 寛（）
声 - 石川英郎
1年、199cm 100kg、背番号15、C。
1年生でありながら2m近い巨躯の持ち主。中2の夏からバスケを始めたばかりだが、夏合宿にて湘北と互角の戦いを繰り広げた常誠高校を相手に、全国大会の初戦で50得点・22リバウンド・10ブロックという記録を残し、脚光を浴びる。
性格は思ったことを口や行動で表す直情型。また、山王工業を知らず、湘北対山王の試合では観戦中に居眠りをするなど試合に興味のない様子だったが桜木をそれなりに意識していた。愛和学院戦を観に行って以来、桜木にとってインターハイでの密かな目標であり、桜木の夢の中で対決するシーンもあったが、本大会で湘北と対戦することはなかった。
牧をして「高砂1人でどうにかなる相手じゃない」と言わしめ、パワー自慢の桜木が因縁をつけるために肩でぶつかろうとした際、軽く触れただけにもかかわらず彼を吹っ飛ばした。ダンクシュートを得意とし、敵を吹っ飛ばしてダンクした時、そのままリングにぶら下がり吹っ飛ばされた選手を眺めるのが好きだが、それゆえによくファウルをもらうのが欠点。
監督と共に湘北対山王の試合を見に行くも、圧倒的な点差をつけられた湘北を見て、後半途中で帰る。会場から出た時に魚住とすれ違い、「自分よりもデカいのは河田弟だけじゃ無かったのか」と発言している。
監督
声 - 野本礼三
氏名は不明。老齢かつ小柄。
森重から「おっちゃん」と呼ばれる。森重の才能に惚れ込んでおり、「いずれ日本バスケットボール界の宝となる男」と評している。森重と共に湘北対山王の試合を見に行くも、圧倒的な点差をつけられた湘北を見て、後半途中で帰る。魚住に注目していた森重に対し「高校生じゃないだろ、あの顔は」と否定して勘違いしていた。湘北に対しては最後まで興味を示さず、森重よりも巨体を誇る河田弟の将来に注目していた。

### 大栄学園高校
インターハイ予選大阪府大会1位通過校。豊玉戦を観戦した彦一は、「新生・陵南の目標になるチームかもしれんで」と語った。ユニフォームの色は緑。
土屋 淳（）
背番号4。
主将。彦一曰く「長身のフロアリーダーで味方を活かすのが上手く、仙道タイプ」という選手。大阪府予選の豊玉戦ではロースコアゲームに持ち込んで勝利した試合巧者。岸本に挑発されるが逆にシュートを決めて実力の違いを見せつける。湘北対山王戦を観戦し、試合終盤で一定のリードをしている状況でも誰一人手を抜かず、全力のディフェンスをする山王のプレイを見て「尊敬するで、山王」と呟いた。

### 常誠高校
インターハイ静岡県代表校。昨年の全国ベスト8の強豪。インターハイ前に遠征してきた湘北と合同合宿を行った。練習試合は3戦し、桜木抜きで1勝1敗1引分とほぼ互角。インターハイでは2回戦で名朋工業に大敗を喫する。
御子柴（）
声 - 山野井仁
背番号4。
主将。インターハイ前の静岡合宿にて初登場。
最初の練習試合が終了した直後に赤木と「残り2つはウチが勝つ」と張り合っていたが、結果は1勝1敗1分けだった。赤木と別れる際に、湘北の実力を認めている様子。インターハイ2回戦では試合後、大敗のショックからベンチでうつむく様子を見せた。
アニメ版では練習試合で流川とマッチアップした際、「1年のくせにエースなんだって？」と発言し、また湘北が海南に接戦だったと聞いた時には「今年の海南は大したことない」と発言し、さらに練習試合前には「湘北に3勝して当然」と豪語するなど、原作と違って嫌味なキャラにされている。また、1試合目の終了後には赤木とにらみ合っている。
湯船　哲郎（ゆふね）
#アニメオリジナルキャラクターを参照。
監督
声 - 麻生智久
安西の大学時代の後輩。

### 堀高校
インターハイ福井県代表校。連載中に届いた福井県の読者のファンレターからのリクエストで登場。
スティーブ・大滝（）
背番号15。
エースでモヒカン頭。名前と設定は『週刊少年ジャンプ』2018年33号の創刊50周年企画である作者の井上と鳥山明の対談で判明。

### 馬宮西高校
インターハイ岩手県代表校。インターハイでは2回戦で海南大附属と対戦し大敗を喫する。

## その他
記載は初登場順。
島村 葉子（）
声 - 皆口裕子（劇場版）、白鳥由里（TVアニメ版 第47話 - 第49話）、大塚瑞恵（TVアニメ版 第95話）
中学時代の桜木の同級生にして、50人目にふられた少女。断った際に「バスケ部の小田が好き」と発言したことから、桜木は晴子と出会うまでは、バスケが大嫌いになっていた。
原作では氏名が明かされていないが、アニメでは氏名が明かされて再登場。小田と共に武園学園高校に進学。劇場版第1作目では、バスケへの執念から焦っている小田と関係がギクシャクしてしまうものの湘北との練習試合を通じて過ちを認めて反省した小田と復縁。後にテレビシリーズでも再登場している。高宮は「高校生になって更に綺麗になった」と言っている。
Dr.T（）
声 - 塩屋翼
作者の分身的存在。デフォルメされた容姿で頭身が低い。
ところどころでバスケ用語の解説やルール説明などの役割を担当。基本的には、自身のコーナー内のみのキャラクターだが、決勝リーグ最終日には会場に観客として現れている。
原作終了後の黒板漫画では彼に似た人物が登場し、花道にインターハイでの活躍を見たと感想を述べていた。
ケンジ
スガ高校の3年生。
赤木と揉めて基礎練習を耐えかねてバスケ部を一時的に飛び出した桜木が、桜木軍団と共に訪れたレストランに仲間たちと共におり、彼らを挑発。彼らとの喧嘩において桜木に蹴り1発でやられ、仲間たちも桜木軍団にやられた模様。
店長
声 - 梅津秀行、掛川裕彦（TVアニメ版）
チエコスポーツの店長。桜木から「ヒゲ店長」と呼ばれている。
ジョーダンシリーズのバッシュを自慢のコレクションにしているが、初めてバッシュを買いに来た桜木に半ば脅迫されたような形で、「10万積まれても売る気なかった」というエア・ジョーダンVIを30円で購入された。後にそのVIは履き潰された状態で二度目の購入時に返され、エア・ジョーダンVIを履き潰すまで使い込んでインターハイ出場を決めた桜木の活躍に対するプレゼントのような形で自身のエア・ジョーダンIの赤黒を販売したが、その時の値段も100円だった。バッシュについてはコレクション目的で実際には履かないと言う客には「機能が泣く」という理由で売らないポリシーを持っている。
本編の17年前のインターハイ予選、海南の初優勝時に決勝で対戦した箕輪高校の選手であり、当時の背番号は6番だった。この時の決勝では自身の放ったシュートが外れたため海南に敗れたと語っている。以後もインターハイ予選決勝リーグは毎年観ているとのことで、桜木が2足目のエア・ジョーダンIを買いに来た際には、桜木の名前を覚えており、彼の身長が少し伸びたことにも気付いた。本編の2年前のインターハイ予選決勝リーグの海南大附属対翔陽戦を観戦した際に高校1年時の赤木と木暮とも会話しているが、当時は全くの無名校だった湘北の名前を何度も聞き間違え、赤木から痛い目に遭わされている。その際に自身に「1年か2年後、必ずあいつらを倒しにやって来る」と言い放ち、今年度のインターハイ予選で翔陽を破り海南を苦しめるという形で実現させた赤木を「大した男」と賞賛した。晴子が赤木の妹であるという事実に驚いたほか、晴子を桜木の彼女だと思っており、桜木に「憎いねコノコノ」と茶化す場面もある。
鉄男（）
声 - 佐藤正治 (声優)
三井の不良仲間。ヘルメットが嫌いで、バイクに乗る時はいつもノーヘル。体格が非常に良く、不良仲間に「ケンカのプロ」と称されるほど喧嘩が強い。
下校途中だった野間に問い詰め集団で殴りかかり、その後は三井や不良仲間たちとともにバスケ部襲撃事件を起こした。相手の不意を突いた攻撃で流川や宮城を叩きのめし、桜木をも苦戦させるが、彼にパンチを見切られてからは一方的に叩きのめされて倒された。バスケ部復帰した三井の病院帰りに再会した際は、髪を切った三井に「そっちの方が似合ってる」と発言し、心身共にスポーツマンとなった三井に不器用ながらもエールを送った。
バスケ部襲撃事件の後を描いたアニメでは復讐をかけ喧嘩を挑んで来た竜や鬼藤と激突し、パイプで殴られるなど痛めつけられるも、桜木軍団に助けられてからは桜木と三井を逃がし、自身は桜木軍団との共同戦線を張って戦った。
ジャンプコミックスの小説版ではアニメと同様に竜やかつての仲間たちに痛めつけられるも、桜木軍団に助けられ彼らとの共同戦線を張って戦い、彼らに「ケンカの達人」と称された。なお、自身は一方的に痛めつけられながらも最後に竜を1対1で撃破したのみで、かつての仲間たちには一切攻撃を加えなかった。
竜（）
声 - 風間信彦
三井の不良仲間。三井や不良仲間たちとともにバスケ部襲撃事件を起こし、流川をモップで殴り出血させるも、激昂した流川に叩きのめされる。その後、大楠と戦うも流川と戦った際のダメージが残っており圧倒される。
アニメでは鬼藤たち新たな不良仲間を連れて、鉄男を襲撃していた際に現れた三井と花道も倒そうとするが、再び桜木軍団によって返り討ちに遭い失敗。1対1で鉄男に敗北した。なお、再会した桜木からは「流川をよく殴ってくれた」と感謝の言葉を述べられ、唖然とした。
ジャンプコミックスの小説版によると、虎の威を借る狐のごとく鉄男の強さを利用しながら、自分が不良グループのアタマを狙っていたとのことで、三井にとって彼は好きになれない種類の男であると薄々感じていたとのこと。
医師
声 - 塩屋浩三
高校1年生時の三井の入院先である野口総合病院の医師。
原作では2年後、バスケ部に復帰した三井が念のために検査に訪れた際、完全に治っていると告げたシーンのみの登場だったが、アニメでは出番が増えており、1日も早く、バスケ部に復帰したい三井を戒める姿が描かれた。
なお、三井が膝の検査に訪れた時期は原作とアニメでは異なり、原作では津久武との試合後、アニメでは角野との試合後になっている。
相田 弥生（）
声 - 永島由子
彦一の姉で、週刊バスケットボールの記者。普段は標準語で話すが、興奮すると弟同様に関西弁が出る。口癖は「要チェックやわ」。
弟にとって頭の上がらない相手であるが、陵南が湘北に敗退して弟が泣いた際には「あんたには、まだ先がある。頑張れ彦一」と心の中でエールを送った。
仙道を雑誌の特集に取り上げるなど高く評価している理由の1つは、仙道の熱烈なファンだからでもあり、彼のプレイに目をハートマークにすることもある。アニメでは海南の取材をそっちのけにして、弟の頼みから、仙道を探しにタクシーに乗り込んだこともあった。
原作終了後の黒板漫画では、海南の選手たちの秘密を探っていた。
中村（）
声 - 風間信彦 / 中村章吾
弥生と同じく週刊バスケットボールの記者で新米記者。ペーパードライバー。
弥生とは逆に気が小さい上、バスケのルールや海南が王者であることも知らないなど、バスケ記者としては未熟。彦一に名刺を渡してる。
富ヶ丘中学校バスケットボール部
流川の後輩たち。
湘北対海南戦を観戦した際、流川のプレイに脱帽した新入生に中学時代の流川のことを語り、彼への声援を送った。この声援に対し、普段は無愛想な流川も「おお、あいつら…」と反応していた。
劇場版第4作では湘北バスケ部との紅白戦に参加した水沢の応援に駆けつけた。
ユニフォームの色は濃桃色と白。
福田の仲間
無期限部活禁止処分を受け、1人でバスケの練習をしていた福田にバスケットリングのある場所を教えた3人組。福田を「フクちゃん」と呼んでいる。福田の指示で、海南戦に敗れて落ちこんでいた桜木を二度呼びにいったところ、二度とも頭突きを喰らう。後に福田から、桜木が仙道に一目置かれている存在であることを聞かされて驚いていた。
インターハイ予選決勝リーグ湘北対陵南戦の観戦にも訪れ、福田に声援を送った。
安西夫人
声 - 高木早苗 / 塩田朋子
安西の妻。いつも和服を着ている。温厚な性格ながらしっかり者の女性であり、左ハンドルの車の運転もこなす。
夫が大学の監督時代は試合を見に行く気はなかったが、湘北で指揮をとるようになってからは楽しそうな表情をする光義を見て、今では時々試合を見に行き、湘北部員たちの顔も覚えたとのこと、夫にアメリカ留学を反対された流川を車で駅まで送る際、白髪鬼時代に起きた谷沢の悲しい過去を語って聞かせた。
谷沢 龍二（）
声 - 中尾みち雄
安西の大学監督時代の教え子。
本編の10年ほど前に、日本人には珍しい2メートルの長身と優れた運動能力を併せ持ち、「走れる2メートルの選手」として将来を期待されていた選手だったが、高校時代は恵まれた体格と才能だけに頼って基礎を疎かにしていたため、大学では徹底して基礎訓練に重点を置いた厳しい練習を課せられていた。それは安西が心底から谷沢の将来に期待していたからこその必要な指導であり、他の部員達は「期待の現れで、今のうちに基礎を身につけさせる計画」とよく理解していたが、肝心の谷沢本人は安西の思いを全く理解できず、「ほとんどヤクザ」「軍隊みたい」と思えるような当時の安西の指導方法に確執から不満と恐怖を募らせていくばかりで、やがては安西から離れてバスケットの国であるアメリカで修業をすれば自分は最高の選手になれるはずだと思い込み、安西に無断でアメリカへ留学した。
しかし、アメリカでは彼よりもさらに大きくて速い選手が何人も存在しており、さらに長年基礎を疎かにしていた彼に自身が期待していたほどの急成長は望むべくもなく、また現地のチームにはまともな指導者がいなかったことやチームメイトと上手くコミュニケートできなかったことも災いして挫折。その後は薬物に手を出して車を暴走させ激突事故を起こし、24歳で亡くなった。安西は、谷沢が渡米してからも谷沢の行方を絶えず案じ続け、アメリカでの谷沢の荒んだ実状を知ってからは、何とか指導をやり直すために谷沢を日本に呼び戻そうと手を尽くしたが、その願いが叶うことはなく、5年目に新聞の記事で谷沢の事故死を知ることとなった。
谷沢の葬儀後、母（声 - 阿部道子）の手で安西に渡された手紙によると、「お前のためにチームがあるんじゃねぇ、チームのためにお前がいるんだ」という安西の言葉の意味を渡米後にようやく理解し、後悔していたが、安西や他の部員たちに迷惑をかけて勝手に渡米した手前、おめおめと日本へ帰るわけにもいかず、どこにも自分の居場所を見出せないまま、1人で苦悩し続けていた模様。
この悲劇がきっかけで安西は大学の監督を退任し、さらには"白髪鬼"の呼び名も返上して、"白髪仏"と呼ばれるほど物静かな雰囲気の人物に変わった。
単行本22巻の1コマ漫画では、安西が彼の墓を訪れた際、彼の墓石から「また太ったな…」という呟きが発せられていた。
杉山 祥太（）
声 - 曽我部和恭
深沢体育大学3年。全日本メンバーで、ポジションはセンター。
神奈川県予選終了後に赤木宅に訪問し、彼に「神奈川のセンターでピカイチの評価をしている」と語ったうえで深体大に勧誘する。高校時代は自身のワンマンチームだったが、全国ベスト8まで上り詰めた。赤木には否定されるも、彼と自身の境遇が似ていると思っていた。山王戦では赤木を「おそらく今大学に入っても通用するセンター」、河田を「現時点でも大学のセンターでベスト3には入る」と評した。
唐沢 一雄（）
声 - 徳丸完
深沢体育大学バスケ部監督。
杉山と同じく赤木を深体大に勧誘する。インターハイでのベスト8入りを条件に出すも2回戦が山王工業との対戦だったため、山王戦の出来次第で赤木の採用を決めることにしたが、最終的に勧誘の話は取り消された。
また、湘北対山王戦の試合前の練習で、山王の練習に割り込みダンクを決めた桜木を「けしからん奴」と評した。
北野（）
豊玉バスケ部の前監督。南と岸本の恩師でもあり、少年時代の彼らが豊玉戦をフロアに降りて間近で観戦していた時も追い返すことはせず、彼らが警備員に注意された際にも「孫だから構わん」と警備員に言い引き続きその場に留めて観戦させている。「バスケットは好きか?」という合言葉のもと、何よりもまずバスケを楽しむことを前提とした指導法を信条とし、3年間の限られた高校生活の中でバスケの楽しさを最大限に知ってもらうため、周囲からは批判を受けながらも敢えてディフェンスよりもオフェンスを重視したラン&ガンスタイルのバスケを教えており、当時の部員たちからは非常に慕われていたが、大阪1位と全国ベスト8の好成績を収めながら、それ以上にいけないことを不満とする学校経営陣により本編の2年前に解任される。
その後は小学校でミニバスケットの監督に就任。インターハイでは教え子たちを連れて観戦に訪れ、流川へのラフプレーで負傷した南を治療した上で彼に苦言を呈しつつも、自身に小学校でもラン&ガンを教えているのかを問う南に豊玉時代と変わらない指導法で教えていることを明かし、「とりあえず楽しそうにやっとるわ」と語り、彼に自分たちの大前提を思い出させた。
安西とは大学時代の同期生であり、互いに呼び捨てで呼び合う間柄で、作中では彼と対等な立場で会話のできる唯一の人物。安西が大学の監督を辞めたことは知っていたが、高校で監督を続けていたことは知らず、豊玉戦終了直後に安西と再会した際に「あと2年、豊玉の監督を続けていたら大学の同期生対決が実現していた」と惜しんでいた。湘北部員に山王のビデオを見せるべきか迷っていた安西に対し、レベルが違い過ぎるため自信喪失になりかねないとしながらも、「（湘北の選手たちも）それほどヤワには見えんかった」と言い、ビデオを見せるよう助言をした。
山王工業OB
堂本が湘北戦前夜の山王の練習において「仮想・湘北」として対戦させるために集めた卒業生の大学生選手たちで、弥生から「ほとんど大学オールスター」「（仮想・湘北）にしてはちょっと強すぎる」と驚愕されるほどの顔ぶれだったが、結果は現役の山王の選手たちに完敗した。
町田（）
週刊バスケットボールの記者。
初対面の弥生と中村に対していきなりオヤジギャグをかました。インターハイの常誠対名朋戦の取材を行い、森重のアリウープを見て驚愕した。
沢北 哲治（）
沢北の父で、「バスケ狂・テツ沢北」と呼ばれている。年齢は44歳。
息子が産まれて最初に与えた玩具が皮のバスケットボールで、以降息子のためにあちこちから借金をしてまで秋田に裏庭にバスケットコートのある家を手に入れた。暇さえあれば親子で1on1に明け暮れ、それが現在の栄治の選手としての実力の基礎を作った。また、堂本にアメリカ遠征を提案している。
女医
桜木がインターハイ後に背中の治療を続ける病院の女医。砂浜で晴子からの手紙を読んでいた桜木を迎えにきた。
原作終了後の黒板漫画では日本人初のNBA選手がうまれたことを桜木に伝えた。
主審
声 - 新垣樽助（THE FIRST SLAM DUNK）
湘北vs山王の試合の主審を務めた。原作版では山王 対 湘北の試合のラストで桜木が勝負を決定づけるブザービートシュートを決めた後、かなり大ぶりなジェスチャーで湘北のスコアを認めた。
副審
声 - 蒼谷和樹（THE FIRST SLAM DUNK）
湘北vs山王の試合の副審を務めた。

## アニメオリジナルキャラクター
一部のキャラクターはテレビアニメと劇場作品両方に登場している。劇場版オリジナルのキャラクターに関しては、『スラムダンク』、『スラムダンク 全国制覇だ! 桜木花道』、スラムダンク 湘北最大の危機! 燃えろ桜木花道』、『スラムダンク 吠えろバスケットマン魂!! 花道と流川の熱き夏』、『THE FIRST SLAM DUNK』の各記事をそれぞれ参照のこと。
内藤 鉄也（）
声 - 塩屋浩三
196cm 155kg、背番号9、PF。
三浦台高校の選手。
「三浦台の秘密兵器」の異名をもつスキンヘッドの元ラグビー部員で、赤木が力負けするほどのパワーと100m走11秒フラットで走る俊足の持ち主。手がかなり大きく、バスケットボールを片手で軽々とつかむほど。弱小の割に上下関係にはやたら厳しいラグビー部で不満を募らせていたところを村雨から勧誘され、バスケ部に入部し1年間基礎から徹底的に鍛えた。桜木は彼の姿を見て「バスケをする坊さん」と言い、「ナットー」と呼んでいる。
試合後半から出場し、桜木にマッチアップしてパワーで圧倒し、フリースローもツーショットを2本とも決めた。しかし、直線的な動きしかできないという弱点を流川に見抜かれたために逆転される。最終的には原作の村雨に代わり、桜木の脳天ダンクを受けて気絶し退場。
鬼藤（）
声 - 河合義雄
竜の古くからの友人。小説版においては凶暴な性格で、竜曰くバスケ部への暴力事件を起こす前は鑑別所に入っており、その中でも2人ほど半殺しにしたとのこと。
鉄男への襲撃時には彼を後ろからパイプで殴りつけるなどして痛めつけ、桜木にもヘルメットを振り回して襲いかかったが最後は鉄男に投げ飛ばされ、一撃のもとに沈んだ。
河合 マリ（）
声 - 住友七絵
湘北高校2年。
彩子の友人で放送部員。インターハイ出場を決めたバスケ部、特にエースである流川への取材を半ば強引に敢行するが、流川には「それがどうした」とあしらわれ、赤木にも練習の邪魔だと追い返されたことで怒り、その後も取材を諦めず湘北の静岡遠征にも同行する。常誠との練習試合では以前プライドを傷付けられた恨みから流川を軽んじていたが、彼のプレーを見たことで最終的には熱烈なファンになる。
湯船（）
背番号8。
常誠高校の選手。湘北との練習試合でスリーポイントシュートを連続で決める活躍を見せた。

## THE FIRST SLAM DUNK
竹中（）
声 - 堀総士郎
赤木や小暮の1学年上の先輩にあたる湘北のバスケ部員。バスケに対する熱意は全くなく、自分にも他者に対しても厳しくバスケに打ち込む赤木を疎ましく思っていた。
宮城 ソータ（）
声 - 梶原岳人
宮城の3歳年上の兄。地元のミニバスチームのスター選手であり、弟に1on1でバスケを指導するなど、弟にとって憧れの存在だった。弟が9歳の時、友達と船釣りに行った先で海難事故に合い、帰らぬ人となってしまう。
宮城 アンナ（）
声 - 久野美咲
宮城家の第三子の長女であり、ソータとリョータの妹。ソータが死去して以降、関係がギクシャクしてしまったリョータとカオルの潤滑油的な存在であり、宮城家のムードメーカー。
宮城 カオル（）
声 - 園崎未恵
宮城家の母親。まだ子供達が幼い頃に夫を失ってしまう。その後まもなく長男も海難事故で失ってしまうが、以来再婚した様子はなく女手一つで2人の子供を育ててきた。
あさちん
声 - 元井拓巳
じゅんぺー
声 - 佐藤元